# Braunbär

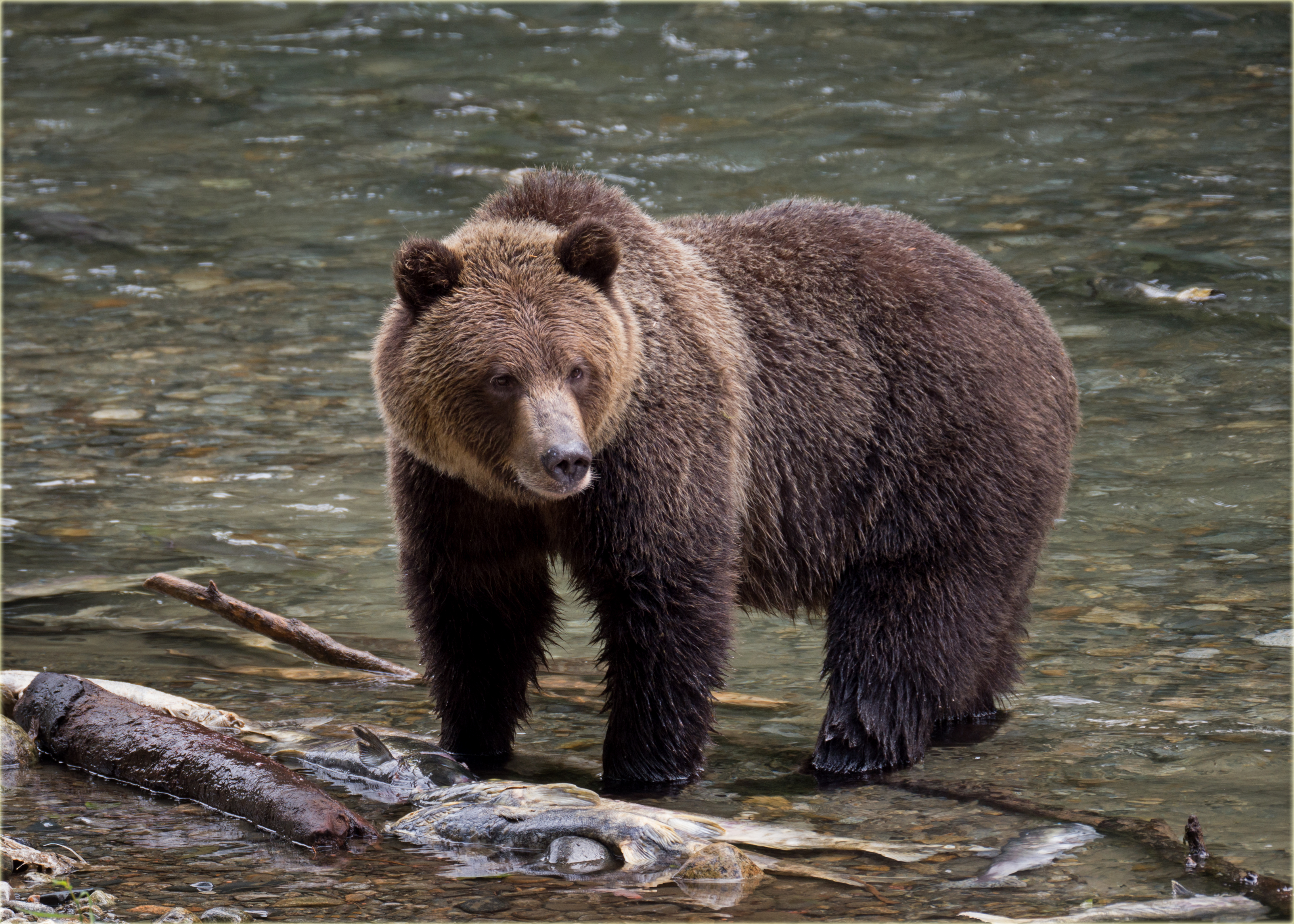
Grizzlybär im Bute Inlet

Der Braunbär (Ursus arctos) gehört zu den Säugetieren aus der Familie der Bären (Ursidae). In Eurasien und Nordamerika kommt er in mehreren Unterarten vor, darunter Europäischer Braunbär (U. a. arctos), Grizzlybär (U. a. horribilis) und Kodiakbär (U. a. middendorffi).
Als eines der größten an Land lebenden Raubtiere der Erde spielt er in zahlreichen Mythen und Sagen eine wichtige Rolle. Er wurde als Nahrungskonkurrent und Gefährder des Menschen vielerorts dezimiert oder ausgerottet. So gibt es in West- und Mitteleuropa nur noch Reliktpopulationen. Innerhalb des deutschen Sprachraums lebt nur in Österreich dauerhaft eine kleine Gruppe. In den Alpen wandern einzelne Tiere umher.

## Beschreibung

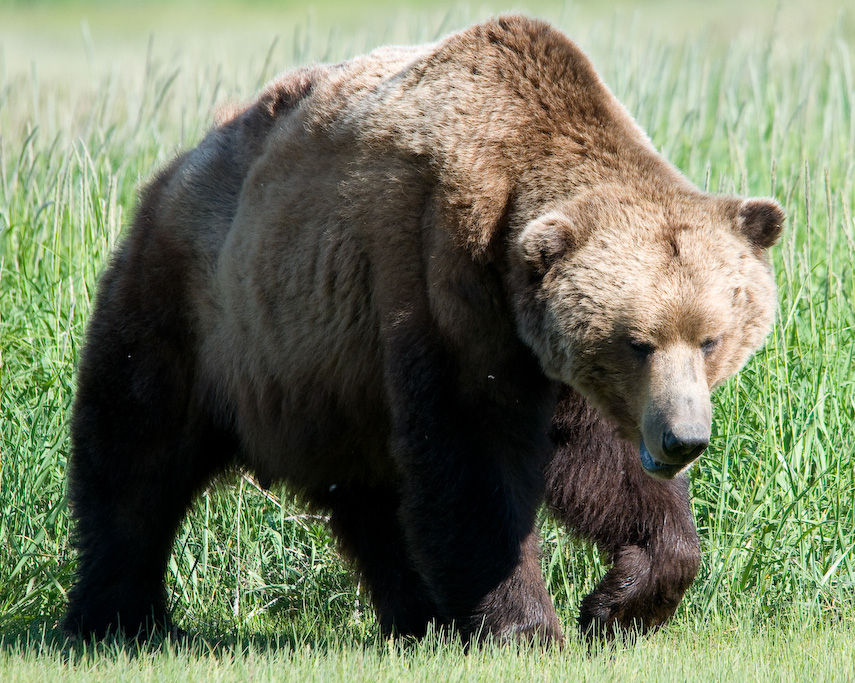
Großer Braunbär an der Südküste Alaskas (Katmai-Nationalpark)

Braunbären haben den stämmigen, kraftvollen Körperbau aller Bären, ihr Skelett ist aber in der Regel stärker gebaut als das anderer Vertreter ihrer Familie. Merkmale, die sie mit den übrigen Vertretern ihrer Familie teilen, sind der Penisknochen (Baculum) und der kurze, stummelartige Schwanz. Ein artspezifisches Merkmal ist der muskulöse Buckel über den Schultern, der den Vorderbeinen zusätzliche Kraft verleiht.

### Kopf und Sinne

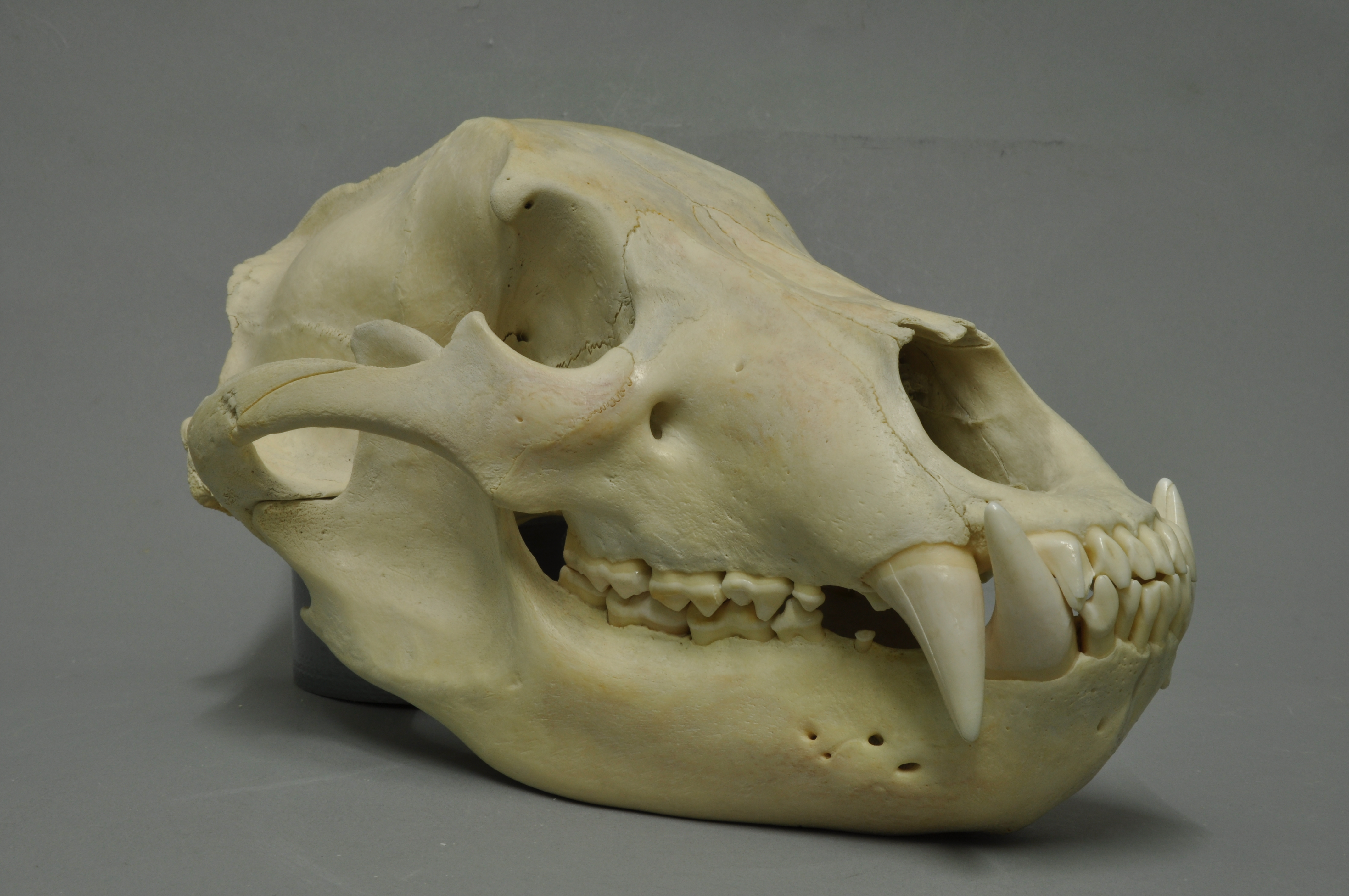
Schädel (Sammlung Museum Wiesbaden)

Braunbären haben wie alle Bären einen schweren, massiven Kopf mit vorstehender Schnauze. Im Gegensatz zum oft ähnlich gefärbten Amerikanischen Schwarzbären ist die Stirn deutlich höher und die Schnauze nach innen gewölbt (=konkav). Die Ohren sind abstehend und abgerundet, die Augen hingegen sehr klein. Dementsprechend ist auch der Gesichtssinn unterentwickelt, der Gehörsinn ist durchschnittlich, der Geruchssinn hingegen sehr gut ausgeprägt. Die Halswirbel weisen eine große Drehbarkeit auf, der Nacken ist allerdings kürzer als beim nahe verwandten Eisbären.

### Zähne und Verdauungstrakt
Braunbären haben im bleibenden Gebiss 42 Zähne. Die Zahnformel lautet 3/3-1/1-4/4-2/3; pro Kieferhälfte haben sie also drei Schneide-, einen Eck-, vier Vorbacken- und zwei (Oberkiefer) beziehungsweise drei (Unterkiefer) Backenzähne. Die Tiere weisen die für viele Raubtiere typischen vergrößerten Eckzähne auf, die Backenzähne sind als Anpassung an die Pflanzennahrung mit breiten, flachen Kronen versehen.
Wie bei allen Raubtieren (Carnivora) ist der Verdauungstrakt der Braunbären einfach gebaut. Der Magen ist einhöhlig, der Blinddarm fehlt. Der Darm ist 7 bis 10 Meter lang und somit länger als bei rein fleischfressenden Carnivoren.

### Gliedmaßen

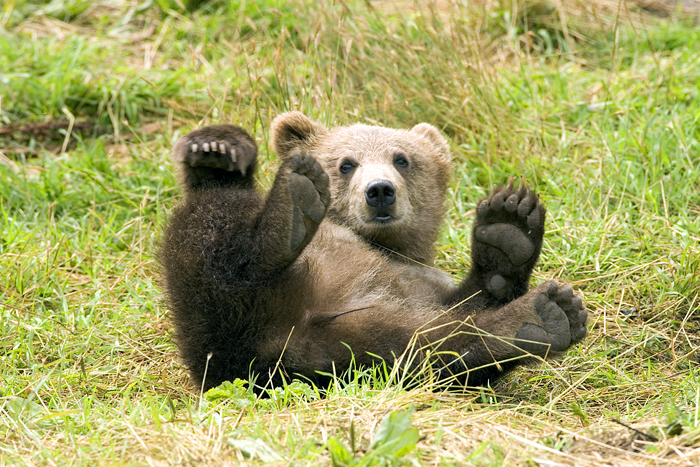
Junger Braunbär. Vorder- und Hinterfüße sind hier gut zu erkennen.

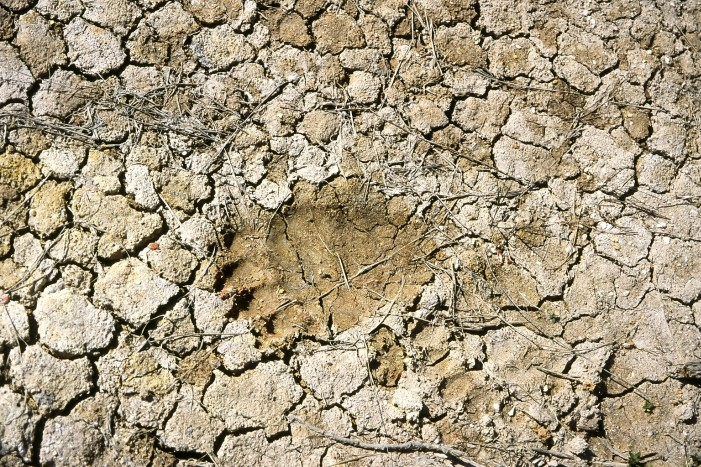
Der Abdruck des Vorderfußes weist beim Europäischen Braunbären eine Länge von ca. 16 cm, der des Hinterfußes ca. 26 cm auf.

Die Gliedmaßen sind lang und kräftig, wobei die Vorder- und Hinterextremitäten annähernd gleich lang sind. Die Knochen des Unterarms (Elle (Ulna) und Speiche (Radius)) beziehungsweise Unterschenkels (Schien- (Tibia) und Wadenbein (Fibula)) sind getrennt, was zu einer starken Drehbarkeit führt. Die Füße sind groß und haben auf der Unterseite schwere, behaarte Ballen. Vorder- und Hinterfüße haben jeweils fünf Zehen, die in bis zu 8 Zentimeter langen, nicht einziehbaren Krallen enden. Bei der Fortbewegung wird der Fuß jeweils mit der ganzen Sohle aufgesetzt, Braunbären sind also wie alle Bären Sohlengänger.

### Fell
Das Fell der Braunbären ist üblicherweise dunkelbraun gefärbt, kann aber eine Vielzahl von Farbschattierungen annehmen. Die Variationen reichen dabei von gelb- und graubraun über verschiedene Brauntöne bis fast schwarz. Tiere in den Rocky Mountains weisen oft ein weißgrau gesprenkeltes Oberfell auf, dieser gräulichen (engl. „grizzly“) Färbung verdankt die Unterart der Grizzlybären ihren Namen. Das Haarkleid der Braunbären ist generell durch ein dichtes Unterhaar charakterisiert, die Deckhaare sind lang. Das Fell ist jahreszeitlichen Veränderungen ausgesetzt, das für die kalten Monate angelegte Winterfell ist dicht und rau und erweckt einen zotteligen Eindruck.

### Abmessungen und Gewicht
Die Kopfrumpflänge dieser Tiere liegt zwischen 100 und 280 Zentimetern, die Schulterhöhe beträgt rund 90 bis 150 Zentimeter. Der Schwanz ist nur rund 6 bis 21 Zentimeter lang. Das Gewicht variiert je nach Verbreitungsgebiet sehr stark, wobei aber in allen Populationen die Männchen deutlich schwerer als die Weibchen sind.

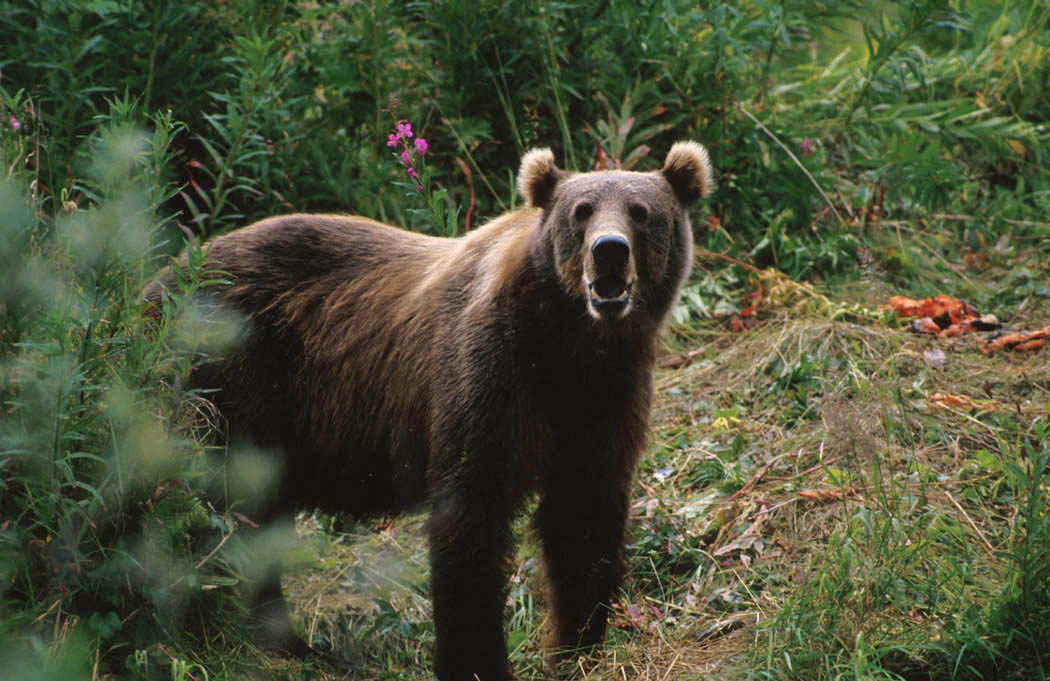
Der Kodiakbär ist die größte Unterart des Braunbären

Die schwersten Braunbären sind die Kodiakbären, die an der Südküste Alaskas und auf vorgelagerten Inseln wie Kodiak leben. Sie können ein Gewicht von bis zu 780 Kilogramm erreichen, wobei das Durchschnittsgewicht der Männchen aber nur bei 389 Kilogramm und bei Weibchen 207 Kilogramm liegt. Braunbären im Landesinneren Alaskas sind deutlich leichter, das Durchschnittsgewicht liegt hier bei 243 Kilogramm für Männchen und 117 Kilogramm bei Weibchen. Weiter südlich in Nordamerika (in Kanada und dem nordwestlichen Kerngebiet der USA) beträgt das Gewicht der Männchen 140 bis 190 Kilogramm, das der Weibchen 80 bis 130 Kilogramm. In Nordeuropa und Sibirien wiegen Braunbären durchschnittlich 150 bis 250 Kilogramm, in Südeuropa sind sie deutlich leichter, nur rund 70 Kilogramm. In Asien nimmt ihr Gewicht nach Osten hin zu, die Tiere auf der Halbinsel Kamtschatka erreichen wiederum 140 bis 320 Kilogramm.

## Verbreitung und Lebensraum

### Ursprüngliche Verbreitung
Nordamerika wurde erst zu Ende des Pleistozäns vor etwa 14.000 Jahren über die damalige Landbrücke Beringia durch Braunbären besiedelt. Das Verbreitungsgebiet der Braunbären nach Ende der jüngsten Kaltzeit umfasste weite Teile Nordamerikas, Eurasiens und Nordafrikas. Braunbären lebten im gesamten westlichen und mittleren Teil Nordamerikas bis zur Höhe der Hudson Bay und südwärts bis in das nördliche Mexiko. In Eurasien kamen sie von Westeuropa bis zur sibirischen Ostküste und zum Himalaya vor, sie fehlten lediglich auf dem Indischen Subkontinent und in Südostasien. In Afrika waren sie im Atlasgebirge beheimatet.

### Heutige Verbreitung und Bestandsentwicklung

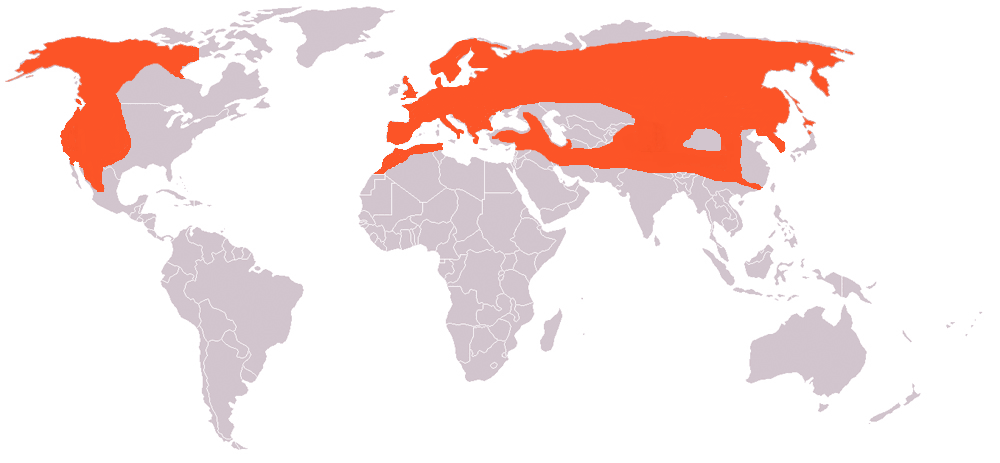
Ungefähre ursprüngliche Verbreitung des Braunbären (Ursus arctos)

Heutiges Verbreitungsgebiet

Durch Bejagung und die Zerstörung ihres Lebensraumes wurde das Verbreitungsgebiet der Braunbären stark eingeschränkt. In vielen Regionen sind Braunbären ausgestorben, in Großbritannien beispielsweise bereits im 10. Jahrhundert, in Deutschland und dem nordafrikanischen Atlasgebirge im 19. Jahrhundert, in Mexiko und weiten Teilen der USA im 20. Jahrhundert.
In West- und Mitteleuropa gibt es nur noch Reliktpopulationen, ebenso im Kernland der USA, wo sie nur mehr im nordwestlichen Landesteil leben. Auch in Südwestasien und Teilen Nord- und Osteuropas hat ihre Anzahl deutlich abgenommen. Größere Populationen gibt es noch in Alaska, dem westlichen Kanada und in Nordasien. Durch Auswilderung von Bären aus anderen Gebieten wird versucht, besonders gefährdete Gruppen wieder aufzustocken. Die weltweite Gesamtpopulation des Braunbären beläuft sich auf rund 185.000 bis 200.000 Tiere.

#### Deutschland
In Deutschland gibt es keine wildlebenden Braunbären mehr. Bereits im Mittelalter wurden sie in waldreiche und schwer zugängliche Gebiete zurückgedrängt. Der letzte Bär im Harz wurde Ende des 17. Jahrhunderts geschossen, in Thüringen Mitte des 18. Jahrhunderts und in Oberschlesien 1770. Im Bayerischen Wald töteten in der Umgebung von Zwiesel die Gebrüder Forster von 1760 bis 1800 noch etwa 60 Bären. Der 1835 in Ruhpolding erlegte Braunbär soll der letzte Braunbär Deutschlands gewesen sein. Der Bärenfang auf dem Großen Waldstein im Fichtelgebirge erinnert an die Jagd auf den Braunbären.
Mit der Einwanderung beziehungsweise Wiederansiedlung der Bären in Österreich ist auch die Frage nach der möglichen Etablierung einer Population in Deutschland wieder aktuell geworden. Im Jahr 2005 hatte der Naturschutzbund Deutschland (NABU) den Braunbären zum Wildtier des Jahres erklärt.
Tatsächlich zeigte sich im Mai und Juni des Jahres 2006 erstmals seit rund 170 Jahren wieder ein Braunbär in Deutschland: JJ1, später in der Presse Bruno oder auch Problembär Bruno genannt, wanderte wochenlang in der deutsch-österreichischen Grenzregion umher. Er riss einige Nutztiere und war öfter in der Nähe menschlicher Siedlungen zu sehen. Daraufhin wurde das Tier zeitweilig zum Abschuss freigegeben, was jedoch auf Druck der Öffentlichkeit zunächst wieder zurückgezogen wurde. Die daraufhin erfolgten Versuche, den Bären lebend zu fangen, wurden nach drei erfolglosen Wochen eingestellt. Am 26. Juni wurde der Bär in der Nähe des Spitzingsees erschossen.

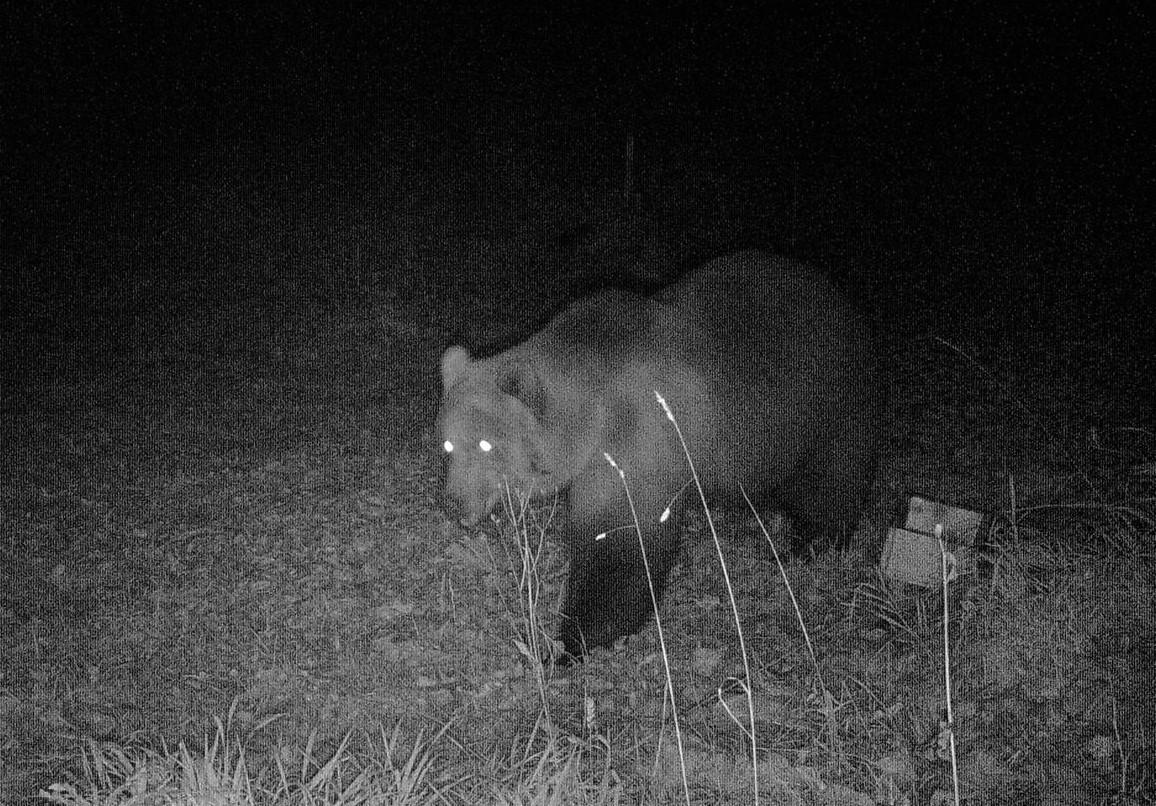
Braunbär im Landkreis Garmisch-Partenkirchen, 22. Oktober 2019

Am 1. Oktober 2019 wurde die Gegenwart eines Braunbären im Allgäu anhand von Exkrementen durch eine Touristin nachgewiesen. Eine Woche später wurde der Bär mittels einer Fotofalle im Landkreis Garmisch-Partenkirchen abgelichtet. Der junge Bär machte sich offenbar im Frühsommer von Trentino in Italien über Österreich, wo er drei Schafe riss, auf den Weg in Richtung Deutschland.
Von Jahresbeginn 2023 bis Juni gab es ungefähr ein Dutzend bestätigte Meldungen von Bären. Die Meldungen kommen aus Süddeutschland. Zwischenfälle mit dem Menschen gab es Stand jetzt nicht. Im April 2023 wurden im Landkreis Rosenheim zwei Schafe getötet.

#### Österreich

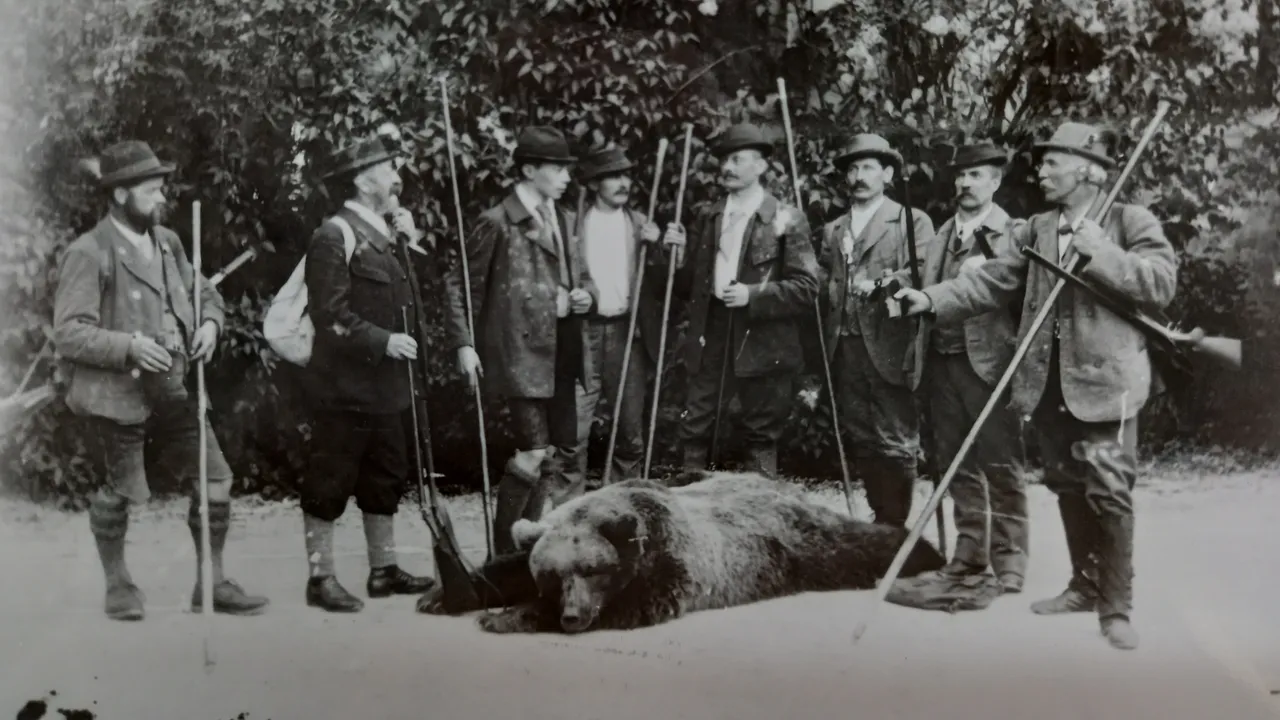
Eine Jagdgesellschaft posiert mit dem letzten Braunbären Nordtirols im Stallental, 1898

In Österreich waren die Bären ebenfalls Mitte des 19. Jahrhunderts ausgerottet. Vereinzelt gab es in den 1950er- und 1960er-Jahren in Kärnten Nachweise von Bären, die aus dem damaligen Jugoslawien zugewandert waren. Im Jahr 1972 ließ sich ein junges männliches Tier in der Ötscher-Region im südwestlichen Niederösterreich nieder, in jener Gegend, in der die letzten Exemplare im 19. Jahrhundert geschossen worden waren. Dieses Tier wurde unter dem Namen „Ötscherbär“ bekannt. 1989 wurde in der Region ein aus Kroatien stammendes Weibchen ausgesetzt, und 1991 kamen drei Jungtiere zur Welt. Mit der Aussetzung zweier weiterer Tiere in den Jahren 1992 und 1993 wurde das Wiederansiedlungsprojekt fortgesetzt.
In jener Zeit kam es zu ersten größeren Schadensmeldungen wie gerissenen Schafen und geplünderten Fischteichen, die bei der lokalen Bevölkerung für Skepsis und Ablehnung des Projektes sorgten; österreichische Medien prägten den Begriff „Problembär“. Eine „Eingreiftruppe“ wurde gegründet, welche die Bären, die sich öfter in der Nähe menschlicher Siedlungen blicken ließen, mit Warnschüssen verjagte.
Seit 1998 wurden jedes Jahr Jungtiere gesichtet, vereinzelt kam es auch zu Zuwanderungen aus Slowenien, so dass bis vor kurzem eine kleine, aber stabile Population von 25 bis 30 Tieren bestand. Die meisten davon lebten im niederösterreichisch-steirischen Grenzgebiet, vorwiegend im Naturpark Ötscher-Tormäuer – in den nördlichen Kalkalpen wurden in den letzten 18 Jahren 35 Individuen nachgewiesen, 1999 war ein Maximalbestand von 12 Tieren vorhanden – und eine kleine Gruppe auch im südlichen Kärnten, in den Karnischen und Gailtaler Alpen und den Karawanken. Im Jahr 2002 wurde außerdem ein aus dem Trentino eingewandertes Exemplar in Tirol gesichtet. Ein weiterer Braunbär in Tirol war der oben erwähnte „JJ1“ im Jahr 2006. Im Oktober 2008 wurde der Bär „MJ4“ im Stubaital gesichtet – der zuletzt im Südtiroler Sarntal angetroffen wurde.
Trotz gelegentlicher Schäden an Haustieren und Bienenstöcken ist die Anwesenheit von Braunbären in Österreich heute von der Bevölkerung weitgehend akzeptiert. Drei eigens beauftragte „Bärenanwälte“ sollen in Bärenregionen die Akzeptanz der Tiere fördern und bei der Klärung von Schadensfällen helfen.
2004 wurde das LIFE Nature Co-op Projekt ins Leben gerufen, das, von der EU unterstützt, versucht, im Alpenraum den Braunbären wieder anzusiedeln. Beteiligt sind die Länder Italien mit den Regionen Trentino und Friaul, Österreich mit Kärnten, Nordösterreich, Oberösterreich und Steiermark, sowie Slowenien. Im Rahmen des Projektes sollen die im Alpenraum ansässigen Teilpopulationen des Braunbären zu einer sogenannten Metapopulation vernetzt werden, die es den Tieren ermöglichen soll, sich untereinander zu vermehren und selbstständig zu überleben.
Mit Jahreswechsel 2007/2008 gab der WWF Österreich bekannt, dass nur mehr 4 der etwas über 30 seit 1991 in Österreich geborenen Braunbären auffindbar sind. Mehrere illegale Abschüsse wurden bekannt (zuletzt im Dezember 2007 ein Jungtier, das vom Bundeskriminalamt sichergestellt wurde), der Verbleib der restlichen Tiere ist unklar. Ohne Schutzmaßnahmen ist der Fortbestand des Braunbären in Österreich gefährdet. Das brächte Österreich nicht nur in den zweifelhaften Ruf, dass ein Tier gleich zweimal ausgerottet worden wäre, es würde auch die Wiederansiedlung des Braunbären – zumindest in den österreichischen Ostalpen, in den Kalkalpen leben heute nurmehr zwei Tiere – langfristig in Frage stellen: Eine Richtlinie der Internationalen Naturschutzunion (IUCN) fordert, dass vor einer neuerlichen Aussendung einer Art die „Identifizierung und Beseitigung der ursprünglich für den Niedergang verantwortlichen Faktoren“ notwendig sei – und das Verschwinden der österreichischen Bären ist insgesamt ungeklärt.
Seit 2011 wird diese Population in Österreich als erloschen angesehen, womit gegenwärtig keine österreichische Bärenpopulation mehr besteht. Die immer wieder in Österreich vorkommenden Tiere sind einzelne Individuen, die aus dem benachbarten Ausland einwandern.
Im Jahr 2012 wurden im österreichisch-schweizerischen Grenzgebiet mehrfach zwei aus Italien zugewanderte Bärenbrüder, als „M12“ und „M13“ bezeichnet, gesichtet. „M12“ wurde im Juni 2012 in Südtirol überfahren. „M13“ wurde in Graubünden, unmittelbar nachdem er aus dem Winterschlaf erwacht war, Ende Februar 2013 erschossen.
Im Mai 2014 kam abermals ein Braunbär, der als „M25“ bezeichnet wird, nach Tirol, der im schweizerisch-österreichischen Grenzgebiet umherwanderte. Es handelte sich um ein zweijähriges Männchen aus dem Trentino. Die Berichterstattung war sehr unterschiedlich geprägt: Während die Tageszeitung Kurier unter „In Tirol ist der Bär los“ einen eher positiv gehaltenen Artikel veröffentlichte, titelte der ORF Tirol „Bär ‚M25‘ treibt sich bei Nauders herum“ und spekulierte „… er soll aber bereits Schäden verursacht haben“. Nach wenigen Tagen verließ der Bär Österreich und wanderte über die Schweiz zurück nach Italien.
Im Bericht nach Artikel 17 der Richtlinie 92/43/EWG für den Berichtszeitraum 2007–2012 hat Österreich für diese in der Europäischen Union streng zu schützende Art einen schlechten Erhaltungszustand bei weiterer Verschlechterung angegeben, nachdem bereits in der vorangegangenen Berichtsperiode ein schlechter Erhaltungszustand festgestellt worden war.

#### Schweiz

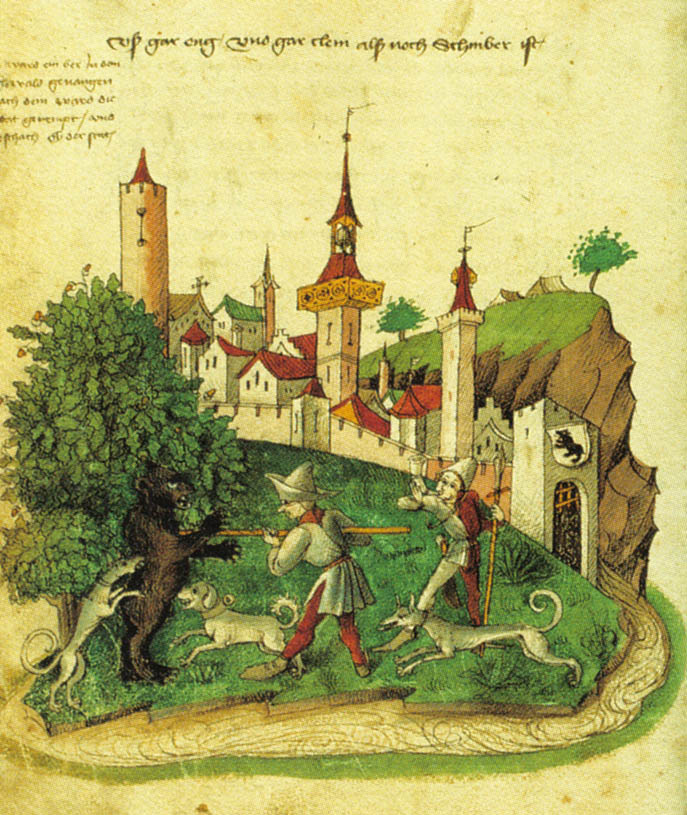
Bärenjagd in der Tschachtlanchronik, 1470

Der bis vor kurzem letzte Abschuss eines Bären in der Schweiz erfolgte 1904 im Unterengadin, an der Südflanke des Piz Pisoc. 1923 gab es noch einmal eine Sichtung. Eine Studie im Anschluss an das österreichische Wiederansiedlungsprojekt aus dem Jahr 1993 zeigte, dass es auch in der Schweiz geeignete Lebensräume für Bären gibt.
Tatsächlich wanderte im Juli 2005 ein Bär aus dem italienischen Trentino ins Val Müstair ein, es war „JJ2“, genannt „Lumpaz“. Dadurch wurden neue Diskussionen über die Möglichkeit einer Etablierung einer Schweizer Braunbärpopulation entfacht. Das Bundesamt für Umwelt (BAFU) hat ein „Konzept Bär Schweiz“ verfasst. Darin ist eine prinzipiell positive Grundeinstellung zur Wiederansiedlung der Braunbären unter Berücksichtigung aller möglichen Konsequenzen und Risiken festgeschrieben. Bären, die für Menschen gefährliches Verhalten zeigen, können als Risikobären eingestuft und abgeschossen werden.
Ein weiterer Bär, der Bruder von JJ1 (alias Bruno) und „JJ2“, „JJ3“ genannt, wurde im April 2008 aufgrund seiner fehlenden Scheu vor Menschen in Graubünden erlegt. Gleichzeitig hielt sich noch ein weiteres Tier, der menschenscheue „MJ4“, das wie JJ3 ebenfalls im Sommer 2007 einwanderte, in Graubünden auf. Es verließ die Schweiz jedoch noch im Frühling 2008 in Richtung Italien. Im Juni 2010 wanderte erneut ein Bär in die Schweiz ein.
2012 näherte sich im Puschlav mit „M13“ ein weiterer Bär allzu sehr den menschlichen Siedlungen. Er wurde als „Risikobär“ eingestuft und im Februar 2013, kaum aus seiner Winterruhe erwacht, getötet.
Mit „M25“ wanderte im Mai 2014 abermals ein Braunbär nach Graubünden, der sich in weiterer Folge im schweizerisch-österreichischen Grenzgebiet aufhielt. Das zweijährige besenderte Männchen stammte aus dem Trentino. Der Bär hielt sich nur kurze Zeit in der Schweiz auf und wanderte Ende Mai 2014 zurück nach Italien. Innerhalb eines Monats sammelte der WWF Schweiz 22.509 Unterschriften für seine Petition „Viva M25“, mit der die Behörden dazu aufgefordert wurden, den Braunbären nicht wie seine Vorgänger töten zu lassen. Im August 2014 riss er in Puschlav zwei Esel auf der Weide. Am 26. Mai 2017 wurde in Eriz BE ein Braunbär gesichtet und fotografiert; der Braunbär ist somit nach 190 Jahren wieder in den Kanton Bern zurückgekehrt. Es handelt sich vermutlich um das bereits im Kanton Uri gesichtete Tier. Im Jahr 2017 wurde ein Braunbär noch zwei weitere Male im Kanton Bern gesichtet, beide Male auf dem Gebiet der Gemeinde Innertkirchen: Im Juli beim Sustenhorn, Anfang September in der Nähe des Engstlensees, nämlich im Gental.

#### Italien

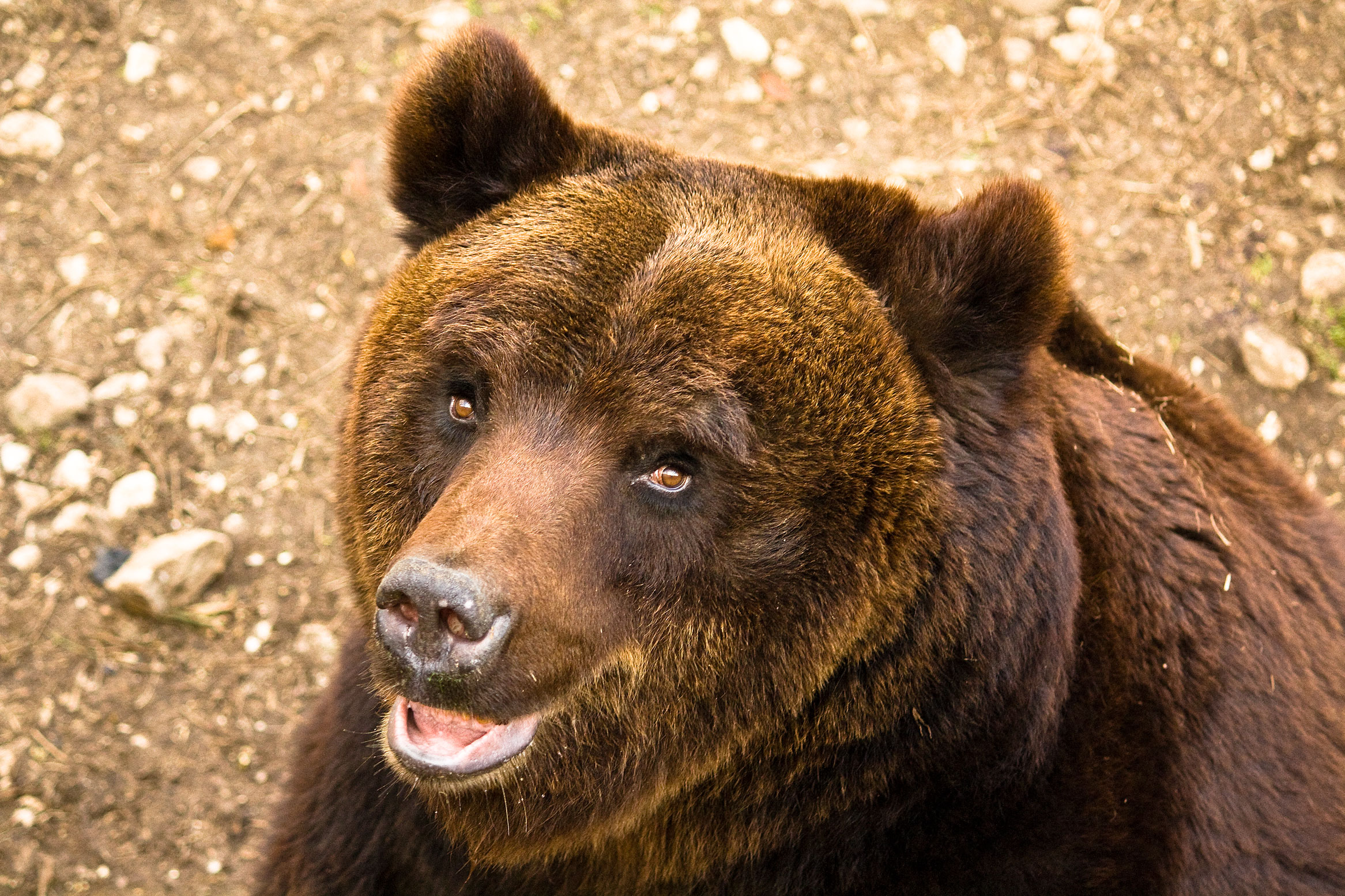
Der stark gefährdete Marsische Braunbär, dessen Lebensraum sich heute nur noch auf und um den italienischen Nationalpark Abruzzen, Latium und Molise beschränkt

In Italien gibt es zwei kleine Gruppen. Die Population im Naturpark Adamello-Brenta im Trentino war bis 2012 wieder auf 43 bis 48 Tiere angewachsen und betrug 2021 um die 100 Exemplare. Der Bestand dort war vor 1999 auf 3 Tiere geschrumpft. Daher wurden zwischen 1999 und 2002 im Projekt „Life Ursus“ zehn Tiere aus Slowenien dort ausgesiedelt. Die zweite Gruppe im Abruzzen-Nationalpark umfasst rund 30 bis 50 Tiere. Diese Population unterscheidet sich im Schädelbau von anderen Braunbären und könnte darum eine eigene Unterart, Ursus arctos marsicanus, darstellen.
Nach dem Start des Projektes „Life Ursus“ kam es 2014 zu einer ersten Bärenattacke im Trentino, bei der ein Pilzsucher von einer Bärin in Begleitung ihrer Jungtiere verletzt wurde. Bis 2022 zählte man weitere sechs Angriffe auf Menschen im Trentino. Tödlich endete der Angriff eines Braunbären am 5. April 2023 bei der Ortschaft Caldes im Val di Sole, dem ein 26 Jahre alter Jogger zum Opfer fiel. Es handelte sich um den ersten dokumentarisch belegten Angriff eines Braunbären mit tödlichem Ausgang in Italien und den vierten überhaupt in den letzten 150 Jahren in Europa. DNA-Proben zufolge, soll das Opfer von der 17-jährigen Bärin JJ4 angegriffen worden sein. JJ4 entstammt demselben Wurf wie Problembär JJ1, alias Bruno. Voraussichtlich am 25. Mai 2023 wird die Entscheidung des Verwaltungsgerichts erwartet. Noch scheint nicht sicher zu sein, ob JJ4 wirklich die „Täterin“ war. JJ4 wurde 2025 in den Alternativen Wolf- und Bärenpark Schwarzwald übersiedelt.

#### Übriges Europa

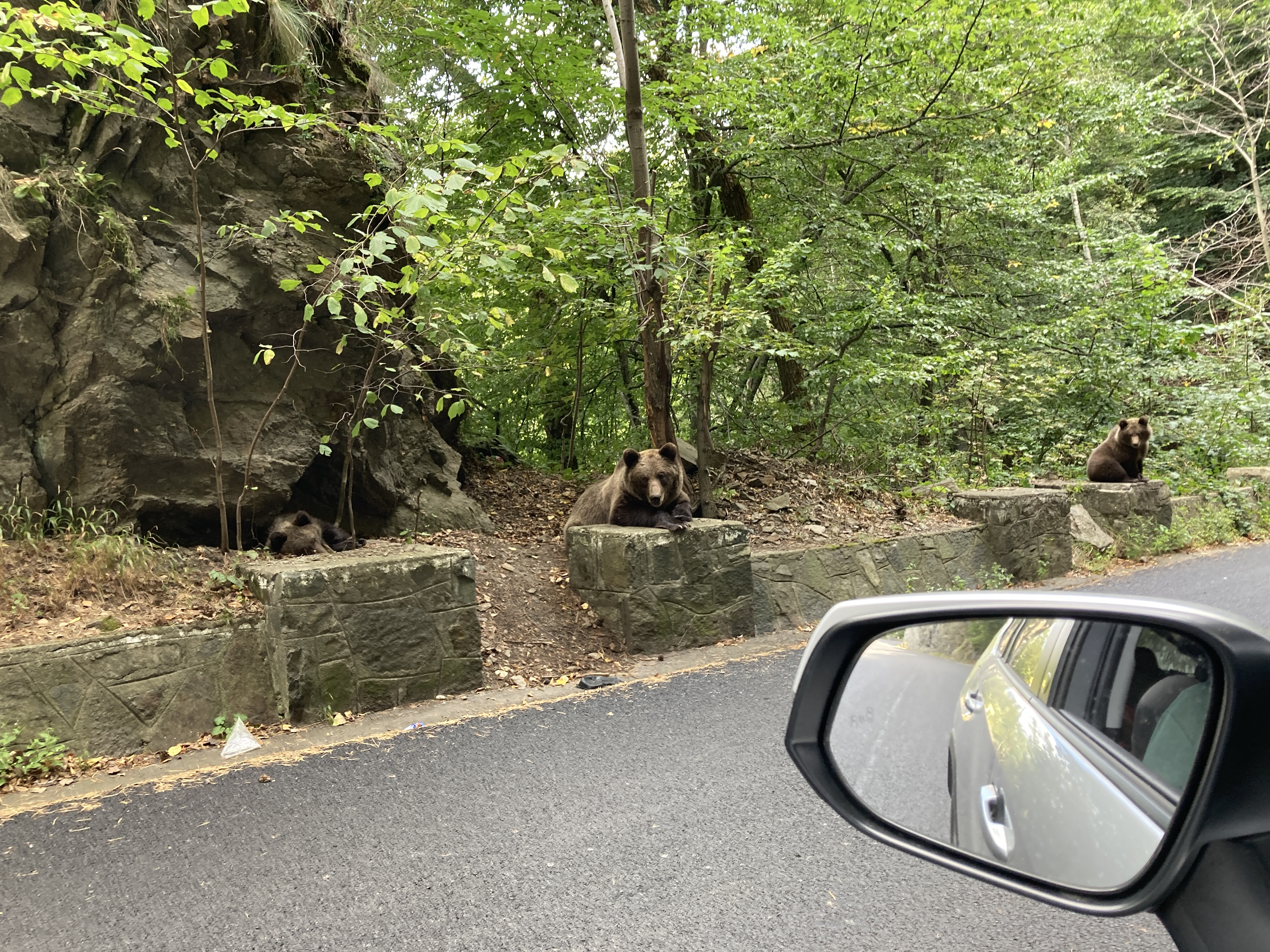
Bettelnde Braunbärenfamilie an der Transfogarascher Hochstraße in Rumänien

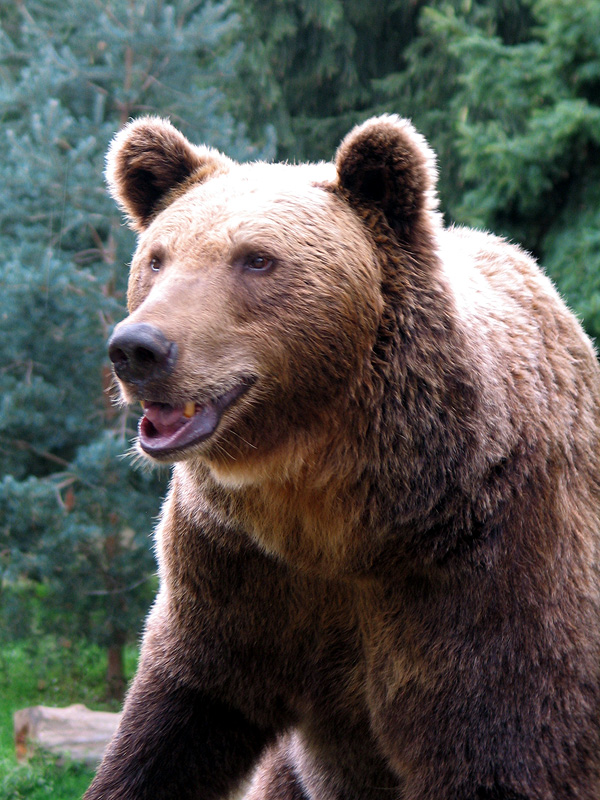
Braunbär in den französischen Pyrenäen

Anmerkung: Da Braunbären wanderfreudig sind und sich dabei nicht an Landesgrenzen halten, handelt es sich bei den folgenden Zahlen um grobe Schätzungen (Stand ist 2006).
- In Rumänien lebt die größte europäische Population außerhalb Russlands. Dort gibt es vor allem in den Waldgebieten der Karpaten noch eine vierstellige Zahl von Braunbären: 2021 wurde die Anzahl auf etwa 6700 geschätzt.[41]
- In Frankreich leben rund 10 bis 20 Braunbären in den Pyrenäen, die dortige Population stammt aber komplett von ausgewilderten Tieren ab, der letzte autochthone französische Bär wurde 2004 erlegt.[42] Früher gab es auch eine Population in den französischen Alpen, sie ist jedoch in den 1930er-Jahren erloschen.
- In Spanien gibt es rund 160 Tiere in drei Populationen. Schätzungsweise 140 Tiere leben im Parque Natural de Somiedo in Asturien, einem Teil des kantabrischen Gebirges unweit der Stadt Oviedo. Eine geringere Population (ca. 25 Tiere) existiert im selben Gebirge im Naturpark Saja-Besaya rund 200 km weiter östlich zwischen Reinosa und Torrelavega in der Provinz Kantabrien. Der Tierbestand in diesen beiden Regionen gilt als stabil, da es sich um unbewohnte Bergregionen ohne Durchgangsstraßen handelt. Die kleinste Population (etwa ein Dutzend Tiere) lebt in den Pyrenäen in einer Grenzregion zwischen Spanien und Frankreich.[43] (siehe auch unter Frankreich) Man geht davon aus, dass diese Population aussterben wird, da es hier seit längerer Zeit keinen Nachwuchs mehr gibt. Da diese Region auch von Menschen nicht ganz unbewohnt ist, gibt es hier eine Forderung, die Tiere umzusiedeln oder gar auszurotten. Näheres siehe unter Kantabrischer Braunbär.
- In der Slowakei (vorwiegend in der Hohen Tatra, der Niederen Tatra, der Kleinen Fatra, der Großen Fatra und dem Slowakischen Erzgebirge) leben 700–900 Bären.
- In Polen 80.
- In Nordeuropa gibt es noch größere Bestände, so leben in Finnland 2300 bis 2500[44] und in Schweden max. 3000 Tiere,[45] in Norwegen leben in vereinzelten Gebieten 30 Bären.
- Auf dem Westbalkan gibt es noch größere Populationen, so leben in Slowenien 500 bis 800 Tiere, in Kroatien zwischen 600 und 800 Braunbären, dort vorwiegend im Gorski Kotar und in der Lika. An den Hängen des Velebit-Bergmassives befindet sich das Bärenrefugium von Kuterevo. In Bosnien und Herzegowina gibt es derzeit ebenfalls etwa 900 Braunbären.[46] Kleine Gruppen sind auch aus Albanien (250) und Nordmazedonien (90) bekannt. Über die jetzige Situation der Braunbären in Serbien und Montenegro ist wenig bekannt, laut einer Statistik leben in Serbien etwa 500 Stück.
- In Bulgarien leben in den Bergen etwa 600 bis 800 Braunbären frei.[47]
- In Griechenland haben sich in den Rhodopen und im Epirus-Gebirge rund 250 Tiere halten können.
- Auch in Estland, wo sich heute Bestände von 700 Tieren aufhalten, ist der Braunbär noch immer, bzw. mittlerweile wieder heimisch.
- In Lettland gibt es dagegen nur etwa zwölf Tiere.

#### Russland und Asien

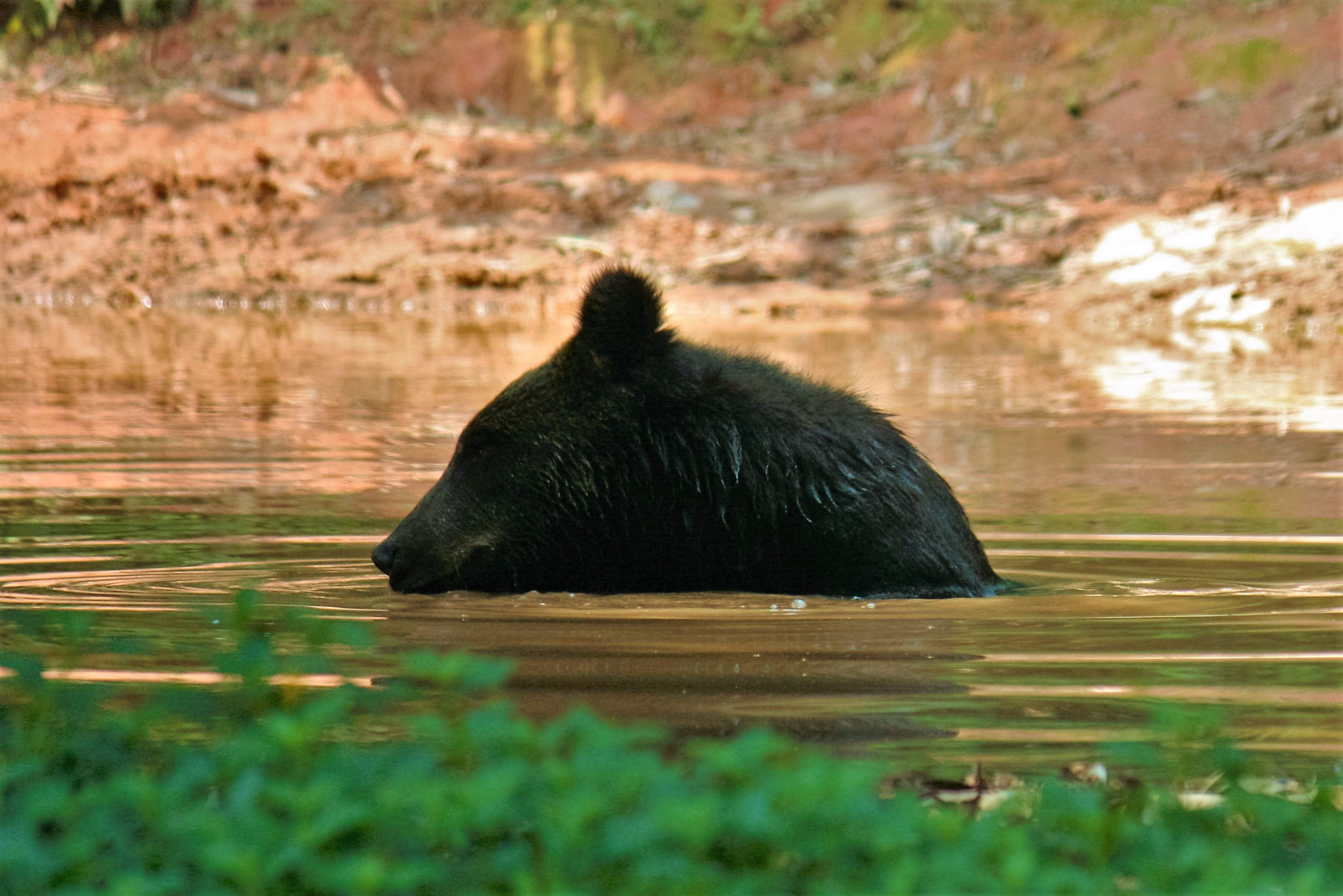
Braunbär im Zoo von Guangzhou (China) im Wasser

Der Bestand in den Ländern der früheren Sowjetunion wurde 1989 auf 130.000 Tiere geschätzt, durch illegale Bejagung und die Suche nach Bodenschätzen hat er vermutlich abgenommen. Auf der japanischen Insel Hokkaidō leben 11.600 Tiere (Stand 2023), in China geschätzte 4.000 bis 8.000, eine kleine Population gibt es auch in der Mongolei.  Für viele südwestasiatische Länder (wie Türkei oder Iran) gibt es keine genauen Daten, hier sind die Populationen vermutlich im Rückgang begriffen.
Der Syrische Braunbär (Ursus arctos syriacus), eine Unterart der Braunbären kommt vom Kaukasus bis zum Nahen Osten vor, wobei er in seiner natürlichen Umgebung akut vom Aussterben bedroht ist.

#### Afrika
Der Atlasbär, die Population im Atlasgebirge, ist im 19. Jahrhundert, vermutlich in den 1870er-Jahren ausgestorben. Genauere Daten gibt es nicht.

#### Nordamerika

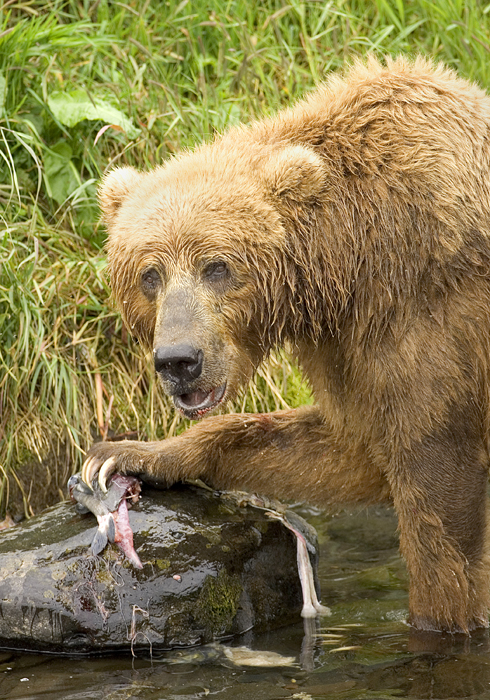
Braunbär aus Alaska beim Verzehr eines Fisches

In Mexiko, ursprünglich ihrem südlichsten Verbreitungsgebiet, sind die Braunbären wahrscheinlich in den 1960er Jahren ausgestorben. Im Kernland der USA waren Braunbären ursprünglich über weite Teile verbreitet, Knochenfunde sind sogar aus Ohio und Kentucky bekannt. Der Rückgang der Populationen begann möglicherweise bereits, als die Indianer dank der von den Spaniern eingeführten Pferde ihre Jagdtechniken verfeinerten. Mit der großflächigen Besiedlung des Landes durch Europäer ging dann ein drastischer Rückgang der Bestandszahlen einher. In den 1920er und 1930er Jahren sind sie aus dem Südwesten des Landes (Kalifornien, Arizona, Utah) verschwunden. Heute leben rund 1100 bis 1200 Tiere in sechs isolierten Populationen im nordwestlichen Landesteil, im Glacier-Nationalpark, dem Yellowstone-Nationalpark sowie vereinzelt in den Bundesstaaten Montana, Idaho und Washington.
In Kanada waren Braunbären bis ins 19. Jahrhundert in weiten Teilen des Landes verbreitet, ihr Vorkommen reichte in die Great-Plains-Region und sogar bis auf die Halbinsel Labrador. Heute sind sie auf die nördlichen und westlichen Landesteile beschränkt und kommen nur mehr in British Columbia, dem westlichen Alberta und den nördlichen Territorien vor. Im dünn besiedelten Alaska sind Braunbären noch relativ häufig. Die Braunbär-Population in Kanada und Alaska wird auf zusammen rund 55.000 Tiere geschätzt.

### Lebensraum
Braunbären bewohnen eine Vielzahl von Habitaten. In Amerika bevorzugen sie offenes Gelände wie Tundra, Bergwiesen und Küstenregionen, früher waren sie auch in der Great-Plains-Region zu finden. Die verbliebenen Tiere Europas leben hauptsächlich in bewaldeten Gebirgsregionen, auch in Sibirien sind sie eher in Wäldern als im offenen Terrain zu finden. Solange genügend Nahrung und Plätze für die Winterruhe vorhanden sind, sind sie nicht allzu wählerisch in Bezug auf ihren Lebensraum. Allerdings benötigen sie auch in offenem Gelände ausreichend dicht mit Vegetation bestandene Gebiete als Ruheplätze.

## Lebensweise

### Aktivitätszeiten und Fortbewegung

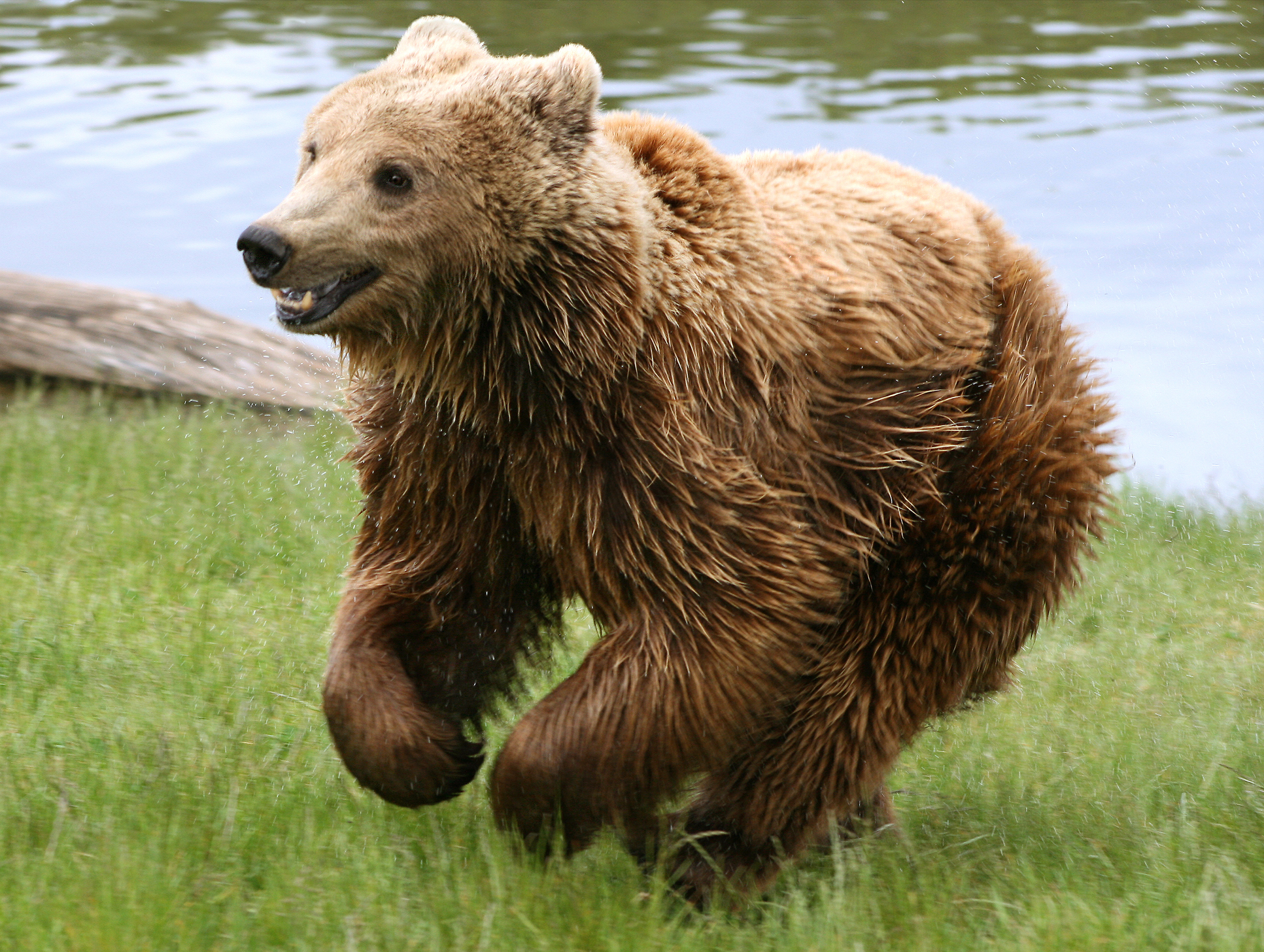
Bären können Geschwindigkeiten von 50 Kilometern pro Stunde erreichen.

Die Aktivitätszeit der Braunbären hängt von den Umweltbedingungen, der Jahreszeit oder der Nähe von Menschen ab. Sie gelten als vorwiegend dämmerungs- oder nachtaktiv, insbesondere in von Menschen besiedelten Gebieten. Zur Zeit des größten Nahrungsbedarfs, im Frühling und Herbst, sind sie auch tagsüber auf Nahrungssuche, im Sommer hingegen eher hauptsächlich in der Nacht.
Bären sind Sohlengänger und bewegen sich im Passgang fort, das heißt, dass beide Beine einer Körperseite gleichzeitig bewegt werden. Normalerweise sind ihre Bewegungen langsam und schleppend, bei Bedarf können sie aber sehr schnell laufen und Geschwindigkeiten von 50 Kilometern pro Stunde erreichen. Sie können auch sehr gut schwimmen. Während Jungtiere noch oft auf Bäume klettern, ist dies ausgewachsenen Tieren aufgrund ihres Gewichtes meist nicht mehr möglich.

### Winterruhe
Da sie während der Wintermonate nicht genug Nahrung finden, begeben sie sich in eine Winterruhe. Diese Winterruhe ist kein echter Winterschlaf, da sie relativ leicht wieder aufzuwecken sind. Zwar gehen der Herzschlag und die Atemfrequenz deutlich zurück, die Körpertemperatur sinkt hingegen nur leicht – von normalerweise 36,5 bis 38,5 °C geht sie nur um 4 bis 5 °C zurück. Während dieser Zeit nehmen sie weder Nahrung noch Flüssigkeit zu sich, urinieren und defäkieren auch nicht. Um eine Harnvergiftung zu vermeiden, werden Aminosäuren statt in Harnstoff in wiederverwertbare Aminosäuren umgewandelt. Der Beginn und die Dauer der Winterruhe hängen von den Umweltbedingungen ab. Üblicherweise beginnt sie zwischen Oktober und Dezember und endet zwischen März und Mai, in den südlichen Teilen ihres Verbreitungsgebietes halten sie hingegen gar keine oder nur eine verkürzte Winterruhe.
Im Herbst haben Braunbären einen erhöhten Nahrungsbedarf, sie legen Fettgewebe an, um während der Winterruhe nicht zu verhungern. Interessanterweise werden Fette nicht an den Gefäßwänden abgelagert, was ihnen ermöglicht, sich ohne Gesundheitsgefahren einen Vorrat anzufressen, Braunbären erkranken also nicht an Arteriosklerose. Für den Eintritt der Winterruhe spielt auch der Sättigungsgrad eine Rolle, gut genährte Tiere begeben sich früher zur Ruhe, während hungrige Tiere länger auf Nahrungssuche bleiben, bis sie von der Kälte in ihre Winterquartiere getrieben werden. Der Gewichtsverlust während der Wintermonate ist bei Weibchen deutlich höher (40 %) als bei Männchen (22 %), was auf den höheren Energieaufwand während der Trag- und Säugezeit zurückzuführen ist.
Zur Winterruhe ziehen sie sich in einen Bau zurück, der oft selbst gegraben und mit trockenen Pflanzen ausgekleidet wird. Manchmal benutzen sie auch natürliche Höhlen oder Felsspalten. Diese Baue werden an witterungsgeschützten Stellen angelegt und oft mehrere Jahre hintereinander verwendet, allerdings verteidigen sie sie nicht gegenüber anderen Braunbären.

### Sozialverhalten und Kommunikation
Braunbären leben in der Regel einzelgängerisch. Während der Paarungszeit von April bis August kommt es zu kurzzeitigen Verbindungen, die Männchen wollen so verhindern, dass sich die Weibchen mit anderen Tieren fortpflanzen. Die einzige dauerhaftere Bindung ist die der Mutter zu ihrem Nachwuchs. Braunbären zeigen kein ausgeprägtes Territorialverhalten, die Streifgebiete können sich überlappen, sie verteidigen ihr Revier auch nicht gegenüber Artgenossen. Bei üppigen Nahrungsquellen wie fischreichen Gewässern, beerenbestandenen Gebieten oder Mülltonnen kommt es manchmal zu Ansammlungen dutzender Tiere.

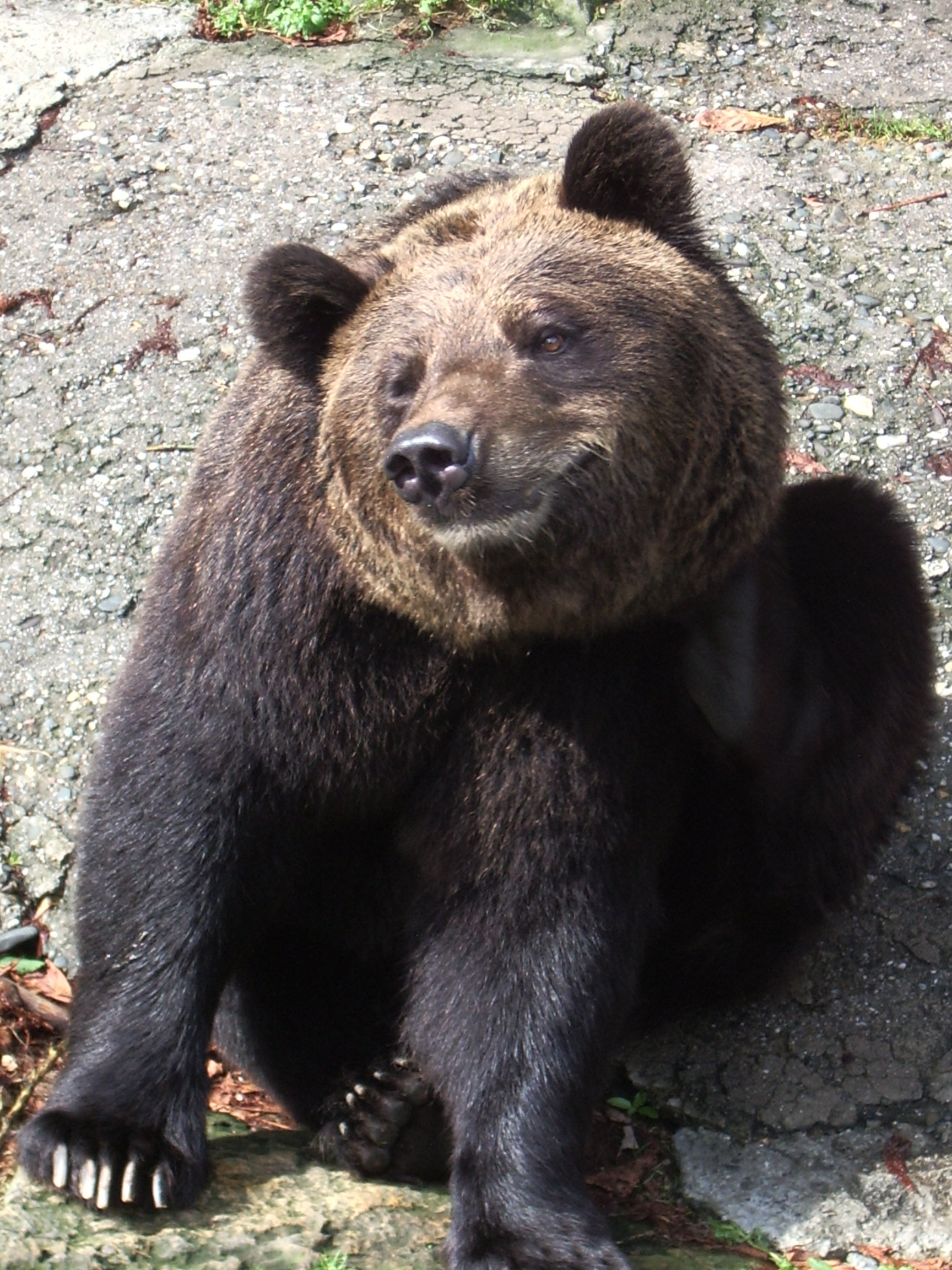
Braunbär im Zoo von Katowice

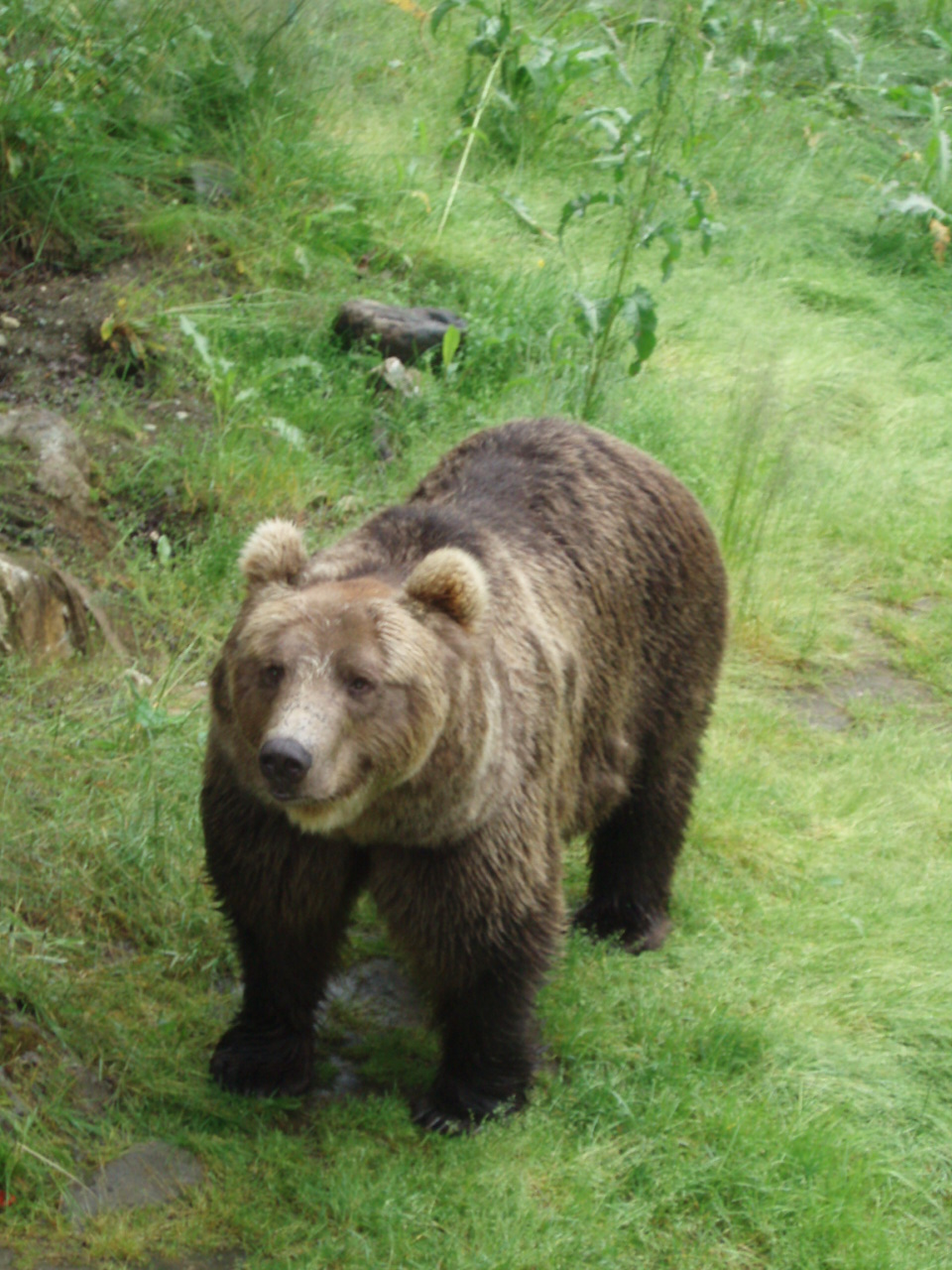
Braunbär im Zoo von Bardu (Norwegen)

Die Reviergröße ist variabel, sie hängt unter anderem vom Nahrungsangebot, von der Topographie, vom Alter, Gesundheitszustand oder Geschlecht des Tieres ab. Die Reviere der Weibchen sind deutlich kleiner als die der Männchen, vermutlich um die Begegnungsmöglichkeiten mit aggressiven Tieren zu vermindern und so die Jungen zu schützen. Die durchschnittliche Reviergröße auf der Kodiakinsel beträgt 24 km² bei Männchen und 12 km² bei Weibchen, im nördlichen Alaska hingegen wächst dieser Wert auf 700 bis 800 km² für Männchen und 300 km² für Weibchen an. Das Territorium eines Männchens überlappt üblicherweise mit dem mehrerer Weibchen, was zu gesteigerten Chancen führt, bei der Fortpflanzung zum Zug zu kommen.
Braunbären sind nicht standorttreu, sie unternehmen saisonale Wanderungen zu Orten mit großem Nahrungsreichtum. In unberührten Gegenden können diese Wanderungen manchmal hunderte Kilometer lang sein.
Für die Kommunikation der Tiere spielt neben Lauten und Körperhaltungen insbesondere der Geruchssinn die wichtigste Rolle. Individuen, die sich direkt gegenüberstehen, kommunizieren mittels Körperhaltungen: Dominanz wird durch direkte Annäherung mit gestrecktem Nacken, zurückgelegten Ohren und präsentierten Eckzähnen ausgedrückt, Unterwerfung durch das Senken oder Wegdrehen des Kopfes und durch Niedersetzen, Hinlegen oder Weglaufen. Kämpfe zwischen Artgenossen werden mit Prankenhieben auf Brust oder Schultern oder mit Bissen in den Kopf oder Nacken ausgetragen.
Braunbären geben wenig Laute von sich, außer wenn sie verwundet sind oder attackiert werden. Jungtiere heulen, wenn sie hungrig oder von der Mutter getrennt sind oder wenn ihnen kalt ist. Es sind keine Laute bekannt, mit denen die Mutter ihre Kinder ruft. Brummende und knurrende Laute sind ein Zeichen für Aggression. Puffende Laute, die durch intensives, wiederholtes Ausatmen erzeugt werden, dienen der freundlichen Kontaktaufnahme zwischen Tieren, zum Beispiel bei der Paarung.
Um visuelle oder olfaktorische Hinweise zu geben, scheuern sie sich an Bäumen, wälzen sich am Boden, beißen oder kratzen sie Teile der Baumrinde heraus oder urinieren und defäkieren auf den Boden. Diese Zeichen dienen der Kennzeichnung des Reviers, der Signalisierung der Paarungsbereitschaft oder der Markierung von Wanderwegen.

### Nahrung

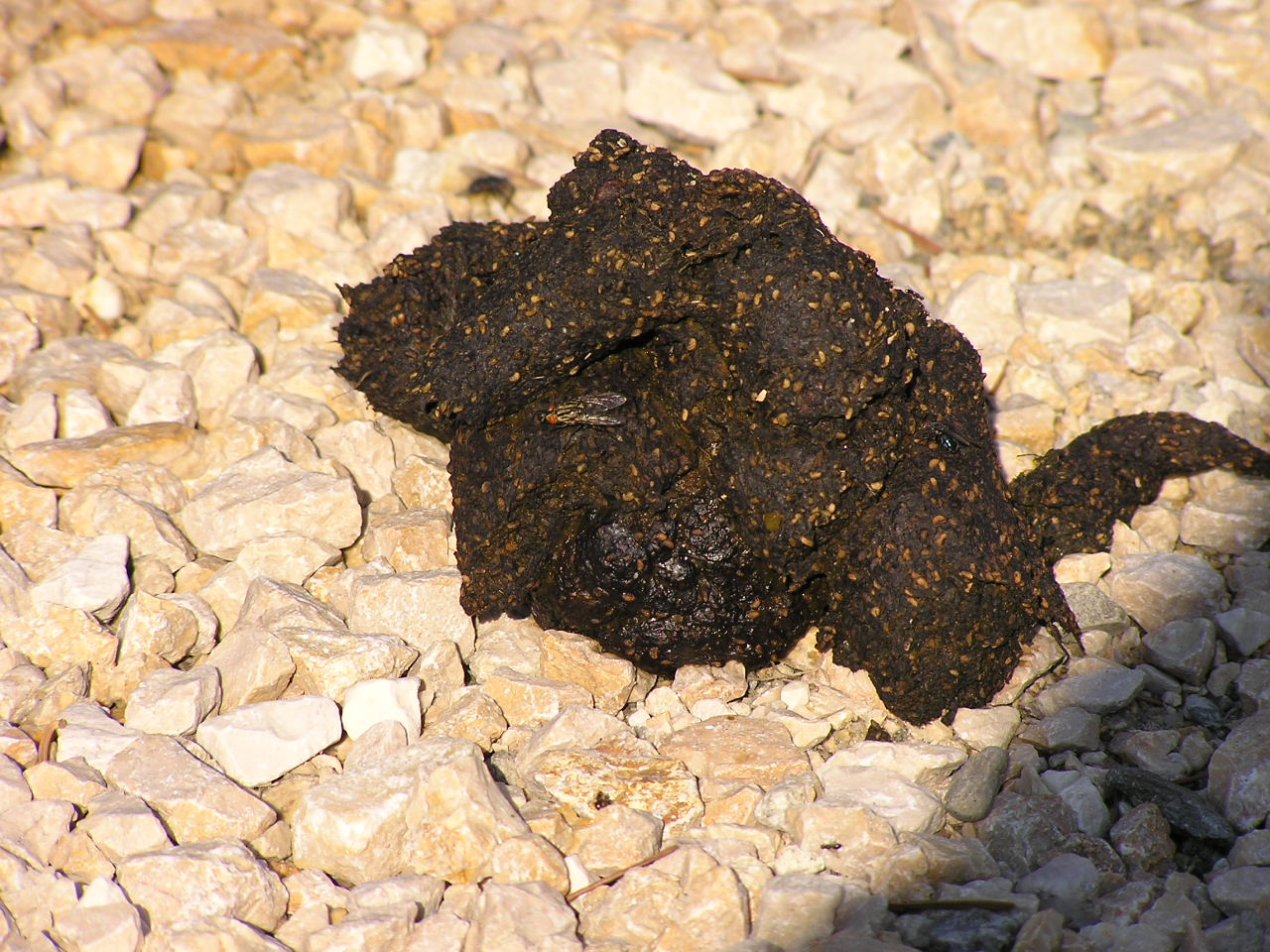
Frischer Bärenkot fotografiert in Pârâul Rece, Kreis Brașov, Rumänien

Braunbären sind Allesfresser, die aber üblicherweise in erster Linie pflanzliche Nahrung zu sich nehmen. So stehen Gräser, Kräuter, Schößlinge, Blüten, Wurzeln, Knollen, Nüsse und Pilze auf ihrem Speiseplan, im Sommer und Herbst machen Beeren einen wichtigen Bestandteil ihrer Nahrung aus. Auch Honig wird gefressen.
An fleischlicher Nahrung nehmen sie unter anderem Insekten und deren Larven, Vögel und deren Eier sowie Nagetiere, beispielsweise Erdhörnchen (wie Ziesel und Murmeltiere), Lemminge, Taschenratten und Wühlmäuse zu sich. Mit Hilfe ihrer Krallen graben sie diese Beute aus deren Bauen. Insbesondere in den Rocky Mountains fressen sie auch größere Säugetiere wie Elche, Rentiere, Wapitis, Bisons, Weißwedelhirsche und Gabelböcke. Von diesen Tieren fallen ihnen allerdings kaum gesunde erwachsene Tiere zum Opfer, meist töten und fressen sie kranke oder alte Exemplare sowie Jungtiere. Auch das Aas dieser Tiere wird verzehrt, vor allem im Winter umgekommene Exemplare nach der Winterruhe der Bären. Selten greifen sie auch Schwarzbären oder sogar Artgenossen an. Wo sie in ihrer Nähe gehalten werden, fressen Braunbären auch Weidetiere wie Schafe, Ziegen oder junge Rinder.
Braunbären sind keine spezialisierten Jäger größerer Säugetiere, sie verfügen jedoch über erhebliche Kräfte. Huftiere werden meist durch Prankenhiebe auf Kopf oder Nacken getötet, daher ist häufig der Schädel oder die Wirbelsäule des Beutetieres gebrochen. Häufig sind auch Bisse in den Hals- oder Schulterbereich. Bären öffnen dann meist die Bauch- oder die Brusthöhle und fressen die Innereien, sehr gerne auch das Euter. Diese charakteristische Bearbeitung der Beutetiere wird in Schadensfällen bei Haustieren für die Identifizierung des Verursachers genutzt.
Manchmal vergraben Bären ihre Nahrung, um sie vor Nahrungskonkurrenten zu verbergen oder vor der Verrottung zu bewahren. Oft legen sie sich dann auf oder neben den Erdhaufen, um ihre Beute zu bewachen. Dieses Verhalten kann aber nur bei Nahrungsmangel beobachtet werden und kommt in Gebieten oder Perioden mit reichem Angebot nicht vor. Tiere, die ihre Nahrung solcherart bewachen, gelten als besonders aggressiv und greifen jeden Eindringling, auch Menschen, an.
In den Küstenregionen, insbesondere am Pazifik, zählen Lachse während deren Laichwanderungen in den Sommermonaten zur bevorzugten Nahrung der Braunbären. Die Fangtechniken variieren, so werden die Fische beispielsweise direkt aus dem Wasser gefischt oder in der Luft gefangen, während sie kleine Wasserfälle überspringen. Vermutlich gehen die großen Ausmaße der Bären in Alaska und Kamtschatka auf eine besonders fischreiche Nahrung zurück. Die Bären an den Küsten und Fjorden ernähren sich auch gern von Muscheln, die sie bei Niedrigwasser ohne Probleme mit ihren großen Tatzen aus dem Sand ausgraben. Vom ausgestorbenen Kalifornischen Braunbären ist bekannt, dass er Kadaver von gestrandeten Walen verspeiste.

### Fortpflanzung

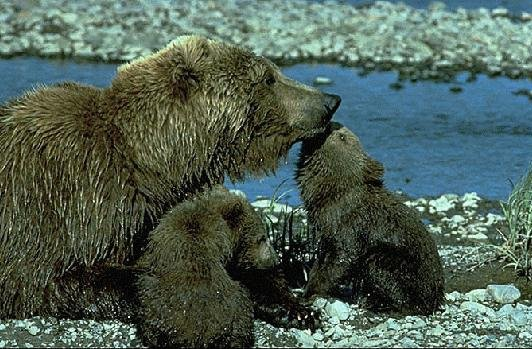
Grizzlybär-Weibchen mit Jungtieren

Als charakteristisch für Braunbären gelten eine hohe Lebenserwartung, eine vergleichsweise langsame Fortpflanzungsrate sowie ein spätes Eintreten der Geschlechtsreife.

#### Paarung und Trächtigkeit
Braunbären sind polygam, das heißt, ein Männchen kann sich mit mehreren Weibchen paaren. Während der Paarungszeit folgen oft mehrere männliche Tiere einem Weibchen, es kann dabei auch zu Kämpfen unter den Männchen um das Paarungsrecht kommen. Um zu verhindern, dass sich ein befruchtetes Weibchen erneut paart, bleiben die Männchen ein bis drei Wochen bei diesem. Aus der Sicht der weiblichen Tiere macht es dagegen Sinn, sich mit verschiedenen Partnern zu paaren.
Die Paarungszeit fällt in die Monate Mai bis Juli. Nach dem Geschlechtsakt nistet sich die befruchtete Eizelle allerdings nicht gleich ein, sondern bleibt frei im Uterus. Dieses Stadium der Keimruhe kann fünf Monate dauern; erst zu Beginn der Winterruhe kommt es zur Nidation, und die Tragzeit beginnt. Daher beträgt die Zeitspanne zwischen Fortpflanzung und Geburt 180 bis 270 Tage, während die eigentliche Trächtigkeit mit ca. 42 bis 56 Tagen relativ kurz ist.

#### Geburt und Jungenaufzucht

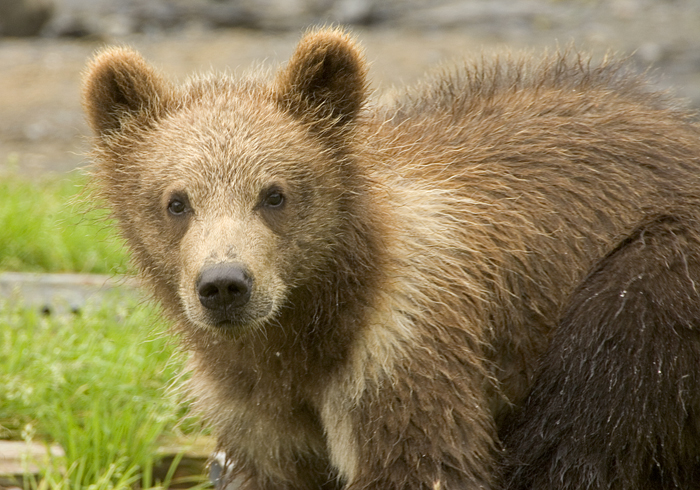
Jungtier mit deutlich sichtbarem weißlichen Nackenmuster

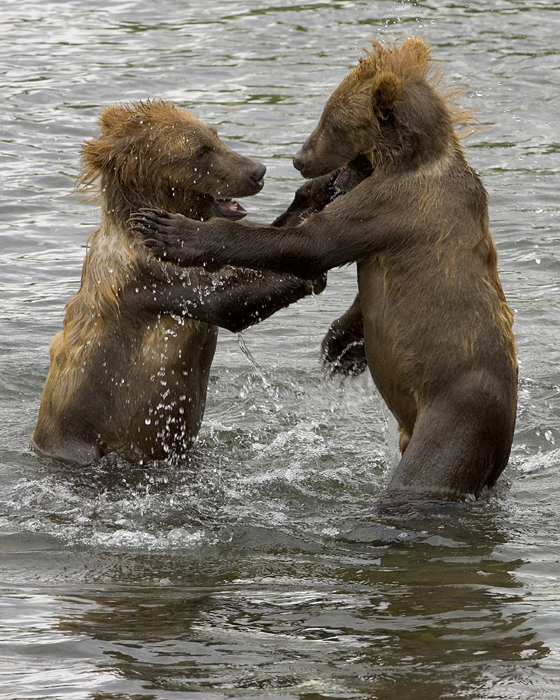
Spielende Jungbären

Die Geburt fällt in die Zeit der Winterruhe, in die Monate Januar bis März. Die Wurfgröße beträgt eins bis vier, meist jedoch zwei oder drei Jungtiere. Wie alle Bären zählen die Braunbären zu den Plazentatieren mit dem größten Gewichtsunterschied zwischen dem Weibchen und ihrem Wurf. Neugeborene sind 23 bis 28 Zentimeter lang und wiegen 340 bis 680 Gramm. Ihre Augen sind geschlossen und sie erscheinen nackt, obwohl sie mit kurzen grauen Haaren bedeckt sind. Jungtiere sind durch einen rundlichen Schädel gekennzeichnet, der erst im Wachstum die langgestreckte Form des Erwachsenenschädels annimmt, ein Prozess, der sich über ihr ganzes Leben erstrecken kann.
Weibchen haben ein Paar Zitzen an der Brust und zwei weitere am Bauch. Ihre Milch zeichnet sich durch einen hohen Protein- (6 bis 17 %), und Fettgehalt (20 %) aus. Darum wachsen die Jungtiere sehr schnell, mit drei Monaten wiegen sie bereits 15 Kilogramm, mit 6 Monaten 25 Kilogramm. Im ersten Sommer haben die jungen Braunbären oft ein weißliches, V-förmiges Nackenmuster, das im zweiten Lebensjahr verblasst.
Mit rund fünf Monaten nehmen die jungen Braunbären erstmals feste Nahrung zu sich, endgültig abgesetzt werden sie mit 1,5 bis 2,5 Jahren. Mindestens bis zum zweiten Frühling, meist aber bis zum dritten oder vierten, bleiben die Jungen bei ihrer Mutter, bis diese sie verjagt, um neuen Nachwuchs zu zeugen. Im Anschluss bleiben Geschwister manchmal noch für zwei bis vier Jahre zusammen, sie spielen miteinander und gehen gemeinsam auf Nahrungssuche.
Männliche Tiere erreichen die Geschlechtsreife mit rund 4,5 Jahren, Weibchen in der Regel etwas später, mit rund vier bis sechs Jahren, in Ausnahmefällen auch erst mit sieben oder acht. Ihr Wachstum setzt sich aber danach noch fort, ausgewachsen sind Braunbären erst mit 10 oder 11 Jahren.

### Lebenserwartung und natürliche Bedrohungen

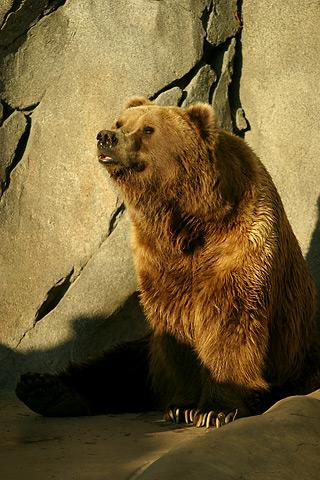
Braunbär aus Alaska

Eine Untersuchung im Yellowstone-Nationalpark hat die durchschnittliche Lebenserwartung der Braunbären auf sechs Jahre berechnet. Das mögliche Höchstalter von Tieren in freier Natur wird auf 20 bis 30 Jahre geschätzt, wie viele andere Tiere können Braunbären in menschlicher Obhut aber ein deutlich höheres Alter erreichen. Das älteste bislang bekannte Exemplar starb mit 47 Jahren, das potentielle Höchstalter von Tieren in Gefangenschaft wird auf 50 Jahre geschätzt.
Viele Tiere sterben an Mangelernährung oder Krankheiten. Insbesondere während der Paarungszeit kommt es zum Infantizid, wenn Jungtiere von erwachsenen Männchen attackiert werden. Auch Fälle von Kannibalismus, das heißt, dass Braunbären Artgenossen fressen, sind bekannt. Zum Tod können auch Verletzungen führen, die ihnen von den Hörnern der Beutetiere zugefügt werden. In Gebieten, wo sich die Verbreitungsgebiete überlappen, sind Pumas, Luchse, Wölfe oder Vielfraße Nahrungskonkurrenten der Braunbären. Erwachsene Tiere haben aber kaum natürliche Feinde, lediglich aus Sibirien gibt es Berichte, wonach sie manchmal dem Sibirischen Tiger zum Opfer fallen. Allerdings sind einige Parasiten bekannt: Zu den Ektoparasiten der Braunbären zählen Flöhe der Gattung Chaetopsylla und Zecken der Gattung Dermacenter. Als Endoparasiten sind unter anderem Fadenwürmer (Baylisascaris transfuga) und Trichinen verbreitet.

## Systematik

### Externe Systematik

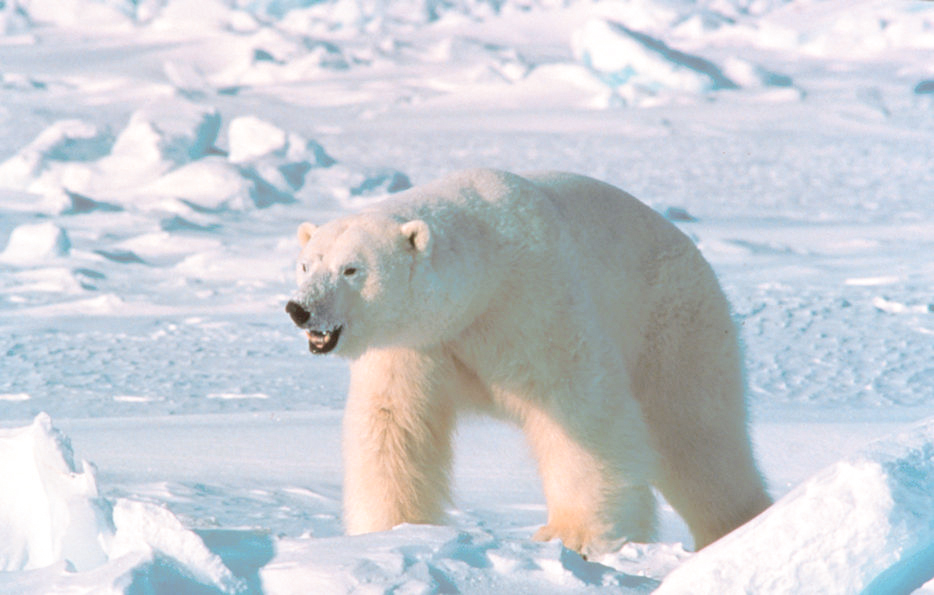
Der Eisbär gilt als der nächste Verwandte des Braunbären, die Abgrenzung der beiden Arten ist umstritten

Der Braunbär ist einer der vier bis sechs lebenden Vertreter der Gattung Ursus, zu welcher auch der Eisbär, der Amerikanische Schwarzbär, der Asiatische Schwarzbär, meist der Malaienbär und manchmal der Lippenbär gezählt werden. Der älteste bekannte Vertreter dieser Gattung ist Ursus minimus, ein relativ kleiner Bär, der im Pliozän lebte. Als Vorfahre des Braunbären gilt Ursus etruscus, der den heutigen Tieren bis auf eine etwas urtümlichere Form der Zähne ähnelte. Die ältesten Fossilienfunde des Braunbären selbst sind rund 500.000 Jahre alt und stammen aus dem Zhoukoudian-Höhlensystem in China. Vor rund 250.000 Jahren kam die Art nach Europa, wo sie in mehreren Gebieten zusammen mit dem Höhlenbären (Ursus spelaeus) koexistierte. Während der Weichseleiszeit wanderte die Art über die damals trockene Beringstraße nach Nordamerika ein und erreichte, bevor sie vom Menschen zurückgedrängt wurde, Gebiete bis zur Höhe von Ontario, Kentucky oder Nordmexiko. Möglicherweise ist dort das Aussterben der riesigen Kurznasenbären durch die Nahrungskonkurrenz des Braunbären begünstigt worden.
Der Eisbär gilt als der nächste Verwandte des Braunbären und hat sich erst vor relativ kurzer Zeit, vermutlich im mittleren Pleistozän, aus ihm entwickelt. In traditioneller Sichtweise werden die beiden als getrennte Arten geführt.
Jüngere Untersuchungen haben jedoch gezeigt, dass manche Braunbärpopulationen genetisch näher mit dem Eisbären verwandt sind als mit anderen Braunbären. Nach kladistischen Gesichtspunkten ist der Braunbär somit eine „paraphyletische Art“ und wird als Musterbeispiel verwendet, um das gängige Artkonzept in Frage zu stellen.
Untermauert wird diese Sichtweise damit, dass Braun- und Eisbären kreuzbar sind und sogar fertile Nachkommen produzieren können. Bis vor kurzem fehlten entsprechende Berichte aus der Natur, im April 2006 erlegte jedoch ein Jäger auf der Banksinsel (Nordwest-Territorien, Kanada) einen vermeintlichen Eisbären. Dessen Fell war nicht richtig weiß oder gelblich, sondern zeigte eher ein sehr helles Braun. Eine DNA-Analyse durch Experten des Umweltministeriums der Nordwest-Territorien ergab, dass es sich bei dem erlegten Tier überraschenderweise um einen Hybriden aus Eisbär und Grizzlybär handelte.
Frühere Vermutungen, der Eisbär sei nur eine, vergleichsweise junge, Sonderlinie des Braunbären (der dadurch paraphyletisch wäre) beruhen nach neueren Erkenntnissen auf Fehldeutung einer unerkannten Hybridisierung (mit Introgression).
In menschlicher Obhut sind auch Hybride zwischen Braun- und Amerikanischem Schwarzbär gezüchtet worden, die Jungtiere starben jedoch innerhalb weniger Wochen.

### Interne Systematik

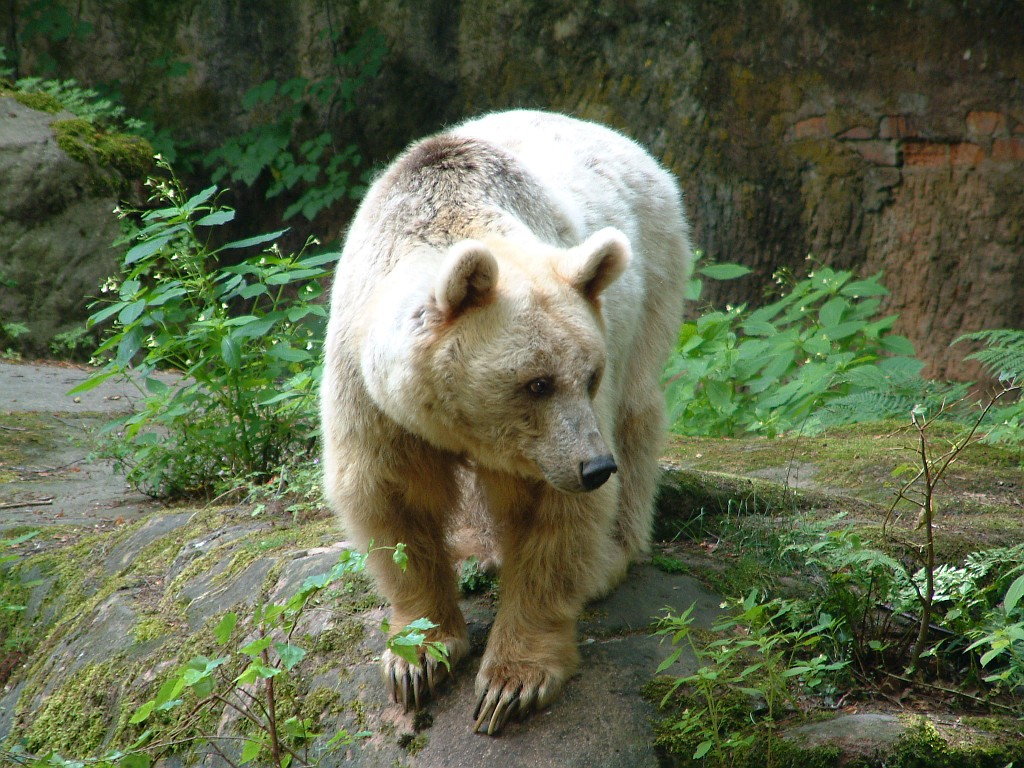
Syrischer Braunbär im Tiergarten Nürnberg

Innerhalb des großen Verbreitungsgebietes der Braunbären gibt es beträchtliche Unterschiede hinsichtlich der Größe und des Gewichtes, der Schädelform, der Fellfärbung und anderer morphologischer Merkmale. Aus diesem Grund wurden zahlreiche Unterarten beschrieben, über deren Anzahl große Meinungsunterschiede bestehen. Im Lauf der Forschungsgeschichte wurden dutzende Unterarten beschrieben, eine Zahl, die heute wieder nach unten korrigiert wurde. In modernen Systematiken werden meist folgende Unterarten unterschieden:
- Der Europäische Braunbär (Ursus arctos arctos) umfasst die Bestände in den Alpen, den Pyrenäen, in Ost- und Südeuropa sowie in Skandinavien. Zu dieser Unterart gehört auch der Kantabrische Braunbär.
- Der Syrische Braunbär (U. a. syriacus) ist relativ kleinwüchsig und hat eine hellbraune Färbung. Ob es sich bei diesem in der Kaukasusregion und Vorderasien heimischen Vertreter um eine eigenständige Unterart oder um eine lokale Variante des Europäischen Braunbären handelt, ist umstritten.
- Der Sibirische Braunbär (U. a. beringianus) lebt im asiatischen Teil Russlands und ist ein großgewachsener Vertreter.
- Der Kamtschatkabär (U. a. piscator) ist ein auf der Halbinsel Kamtschatka beheimateter besonders großgewachsener Vertreter des Sibirischen Braunbären. Er wird manchmal als eigene Unterart aufgeführt. Er ist mit einer Kopf-Rumpf-Länge von 2,5 Meter und einem Gewicht von 600 Kilogramm der zweitgrößte heute lebende Braunbär.
- Der Atlasbär (U. a. crowtheri) umfasste die Bestände im nordafrikanischen Atlasgebirge, die im 19. Jahrhundert ausgerottet wurden. Manchmal wird er als eigenständige Art (Ursus crowtheri) geführt.
- Der Grizzlybär (U. a. horribilis) bewohnt Nordamerika. Er ist kräftiger und schwerer als europäische Braunbären und gilt als aggressiver. Grizzly stammt aus dem Englischen und bedeutet „gräulich“.
- Der Kalifornische Braun- oder Grizzlybär (U. a. californicus) ist ausgestorben. Er wurde aufgrund seiner Fellfärbung im Englischen als Golden Bear bezeichnet und lebte im US-Bundesstaat Kalifornien sowie auf der Halbinsel Niederkalifornien.
- Der Mexikanische Braun- oder Grizzlybär (U. a. nelsoni) war im nördlichen Mexiko beheimatet. Er ist vermutlich in den 1960er Jahren ausgestorben.
- Der Isabellbär (U. a. isabellinus) ist nach seinem isabellfarbenen Fell benannt, er ist in Nordindien, im Himalaya und in Zentralasien beheimatet.
- Der Mandschurische Braunbär (U. a. manchuricus) kommt im Nordosten Chinas und in der Mongolei vor.
- Der Gobibär (U. a. gobiensis) kommt in Zentralasien und Südasien vor. Der Status dieser Unterart ist stark umstritten.
- Der Kodiakbär (U. a. middendorffi), lebt auf der Insel Kodiak und benachbarten Inseln vor der Südküste Alaskas. Er ist mit einem Gewicht von bis zu 750 Kilogramm und einer Körperlänge (Kopf – Rumpf) von bis zu 2,70 Metern der größte der heute lebenden Braunbären.
- Der Tibetische Braunbär (U. a. pruinosus) ist in Tibet und Sichuan beheimatet und durch sein blaugraues Fell gekennzeichnet. Vermutlich sind zahlreiche vermeintliche Sichtungen des Yetis auf Verwechslungen mit diesem Tier zurückzuführen.
- Der Jessobär (U. a. lasiotus) lebt auf der japanischen Insel Hokkaidō.

Genetische Untersuchungen unterstützen diese Einteilung jedoch nicht. Mittels Vergleichs der mitochondrialen DNA (mtDNA) wurden mehrere Abstammungslinien (Kladen) der Braunbären festgestellt, mit teilweise erstaunlichen Ergebnissen: So gibt es in Europa zwei Abstammungslinien – eine umfasst die Tiere in Skandinavien und in Südeuropa, die zweite die Tiere in Osteuropa und Sibirien. Die Kodiakbären gehören zur selben Linie wie die weit kleineren Exemplare im Landesinneren Alaskas, und die Population auf dem Alexanderarchipel vor der Südostküste Alaskas repräsentiert eine gänzlich eigene Linie, die genetisch den Eisbären nähersteht als den Tieren auf dem Festland.

## Mensch und Braunbär

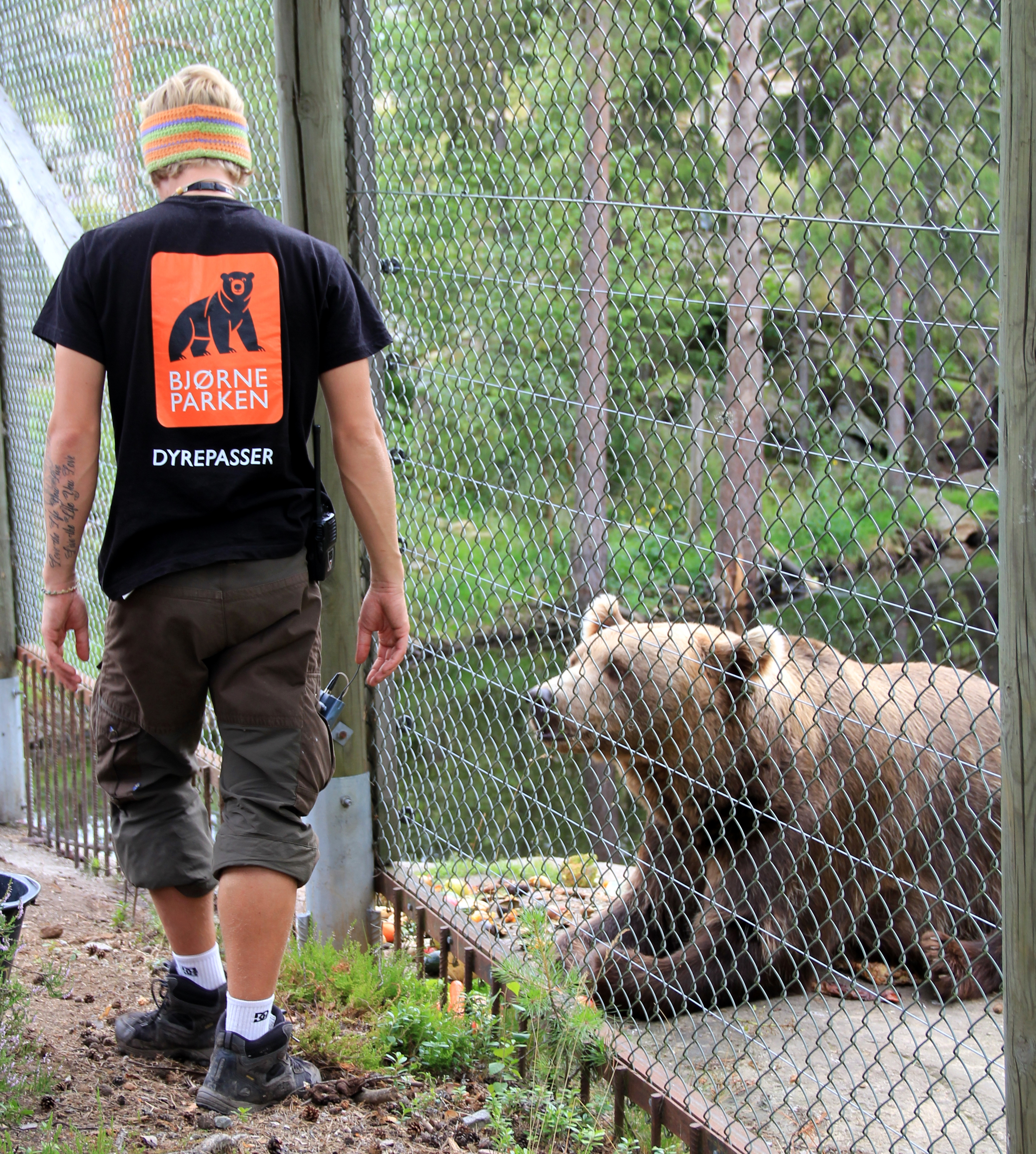
Braunbär im norwegischen Bjørneparken

### Braunbären in der Kultur
Der Braunbär spielt, vermutlich aufgrund seiner Größe und Kraft, in der Kulturgeschichte eine bedeutende Rolle. Er hat Eingang in zahlreiche Mythen gefunden, ist ein häufiges Motiv in der Heraldik und kehrt auch in vielen Märchen, literarischen Werken und Filmen wieder. Auch einige Vornamen leiten sich von ihm ab. Allerdings wird nahezu überall nicht explizit vom Braunbären, sondern nur vom „Bären“ gesprochen. Da er aber in Europa die einzige in geschichtlicher Zeit lebende Bärenart war, lassen sich zumindest auf diesem Kontinent die Verweise als auf den Braunbären bezogen betrachten.

#### Etymologie und Benennung
Das eigentliche Wort für „(Braun-)Bär“ im Urindogermanischen hatte die Wortwurzel *ṛktos, wie aus Wörtern wie griechisch arktos und lateinisch ursus (< *urcsus < *urctus) zu schließen ist. Auch in einigen keltischen Sprachen ist die Wurzel erhalten, so im Altirischen (art), im Walisischen (arth) und im Bretonischen (arz). Die Wurzel taucht auch in den Namen der keltischen Gottheiten Artaios und Artio auf sowie bei den Griechen in den Namen der mythologischen Figuren Artemis und Arkas. Auch im Altindischen lässt sich diese Wurzel nachweisen (Sanskrit Ṛkṣa ऋक्ष).
Die Wortwurzel Bär kommt nur in germanischen Sprachen vor (Althochdeutsch bero, englisch bear, niederländisch beer, skandinavisch björn) und wird von einigen Sprachwissenschaftlern von einem alten Wort für braun abgeleitet. Aufgrund dieser Sonderstellung der germanischen Sprachen wird vermutet, dass das Wort bei den Germanen als eine Art von Tabuwort („Brauner“ statt „Bär“) entstanden ist, mit dessen Hilfe aus magischen Gründen die Verwendung des eigentlichen Bärenwortes vermieden werden sollte, um das mächtige Raubtier nicht beschwörend „herbeizurufen“.
Auch der germanische Heldenname Beowulf (neuhochdeutsch: „Bienenwolf“) ist eine Umschreibung (Kenning) für den Bären.
Ein ähnlicher Effekt ist in den slawischen Sprachen zu beobachten, wo der Bär regelmäßig mit einem Wort für Honigfresser (russisch медведь, polnisch niedźwiedź, tschechisch medvěd, slowenisch medved) benannt wird.
Der wissenschaftliche Name des Braunbären, Ursus arctos, geht auf Carl von Linné zurück und verbindet den lateinischen Namen des Bären, ursus, als Gattungsnamen und die griechische Bezeichnung arktos als Artname.

#### Mythologie und Kult
Höhlenmalereien von Bären und Hinweise auf einen möglichen „Bärenkult“ finden sich bereits im Jungpaläolithikum, unklar ist aber, inwieweit es sich dabei eher um den ausgestorbenen Höhlenbären und nicht um den Braunbären gehandelt hat.

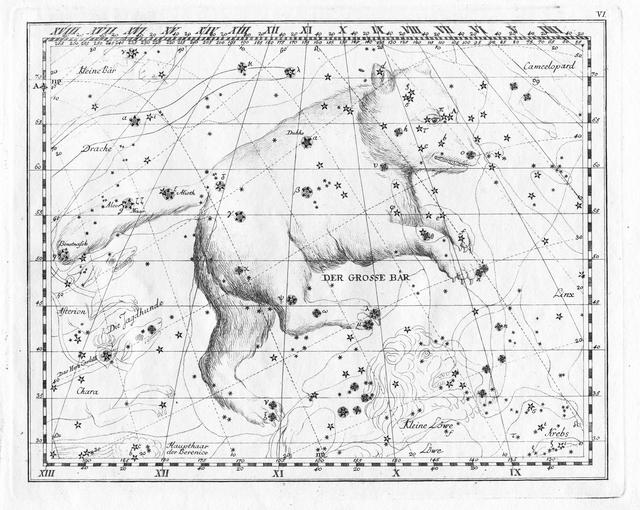
Das Sternbild Ursa major

In der griechischen Mythologie wird die Nymphe Kallisto, eine Begleiterin von Artemis, mit der sie manchmal gleichgesetzt wird, von Zeus verführt. Nach der Geburt ihres Sohnes Arkas wird sie entweder von Zeus’ eifersüchtiger Gattin Hera oder von Artemis, die über den Verlust von Kallistos Jungfräulichkeit entsetzt war, in einen Bären verwandelt. Jahre später tötete Arkas seine Mutter beinahe, als er auf der Jagd war und sie für einen gewöhnlichen Bären hielt. Doch Zeus hielt ihn davon ab, verwandelte ihn auch in einen Bären und setzte beide als Großer Bär und Kleiner Bär an den Sternenhimmel. Beide sind an ihrem Schwanz in den Himmel geschleudert worden, wodurch sie ihren untypischen Schweif bekamen. Die Bezeichnung Arktis leitet sich davon ab und bedeutet Land unter dem (Sternbild des) Großen Bären.
Die Kelten kannten Bärengottheiten. So wurde bei den Helvetiern die Bärengöttin Artio verehrt, wobei diese möglicherweise die Herkunft des Berner Wappentiers ist. Andere keltische Bärengottheiten waren Artaios und Matunus. In keltischen Erzählungen nimmt der Bär als „König der Tiere“ eine ähnliche Rolle ein wie später der Löwe. In welcher Beziehung der Name des sagenhaften Königs Artus zum keltischen Wort für Bär – art – steht, ist umstritten.
Aus der Nordischen Mythologie stammt die Vorstellung, bestimmte Menschen können sich in Bären verwandeln oder deren Eigenschaften annehmen. Bekannt sind die Berserker, die als Inbegriff des entfesselten Kämpfers gelten. Der Name Beowulf aus dem bekannten angelsächsischen Epos ist eine Kenning für Bär und steht möglicherweise in dieser Tradition. Das Motiv von Menschen, die Bärengestalt annehmen können, taucht beispielsweise auch in der Gestalt des Beorn in Tolkiens Roman Der Hobbit auf. Auch im lettischen Nationalepos Lacplēsis spielt der Bär eine wichtige Rolle, indem ein mythischer Held, halb Bär, halb Mensch, zum Retter des lettischen Volkes aufsteigt.
Auch von anderen eurasischen Völkern sind mythische oder kultische Vorstellungen überliefert. Im finnischen Nationalepos Kalevala gibt es Hinweise auf eine Bärenverehrung. Es war verboten, den eigentlichen Namen des Bären, oksi, auszusprechen, sodass Umschreibungen wie metsän kuningas („König des Waldes“), otso  (eine Ableitung von oksi) oder karhu (ursprünglich eine Bezeichnung für das Bärenfell, heute die Standardbezeichnung für „Bär“) gebraucht wurden. Nachdem ein Bär erlegt worden war, gab es Zeremonien, um den Geist des Bären zu besänftigen. Auch die Samen kannten einen Bärenkult, eine eigene Jagdzeremonie für Bären. Bei den Ainu ist bis ins 20. Jahrhundert ein Bärenopfer bezeugt: Ein junger Bär wurde gefangen, über Monate hinweg ernährt und in einem Ritual geopfert.
Manche tengristische Völker Zentral- und Nordasiens wie zum Beispiel die Ewenken sehen den Bären als heiligen Ahnen. Er gilt in Sibirien als der Herrscher der Wildnis. Seinen Namen auszusprechen gilt als Tabu, daher wird er mit anderen Worten beschrieben.
In indianischen Mythen und im Kult finden sich ebenfalls zahlreiche Bezüge zum Bären: es gab Bären-Clans, Bärentänze, der Bär fand als Totemtier Verwendung und auch bei der Namensgebung, zum Beispiel Big Bear oder Sun Bear. Anzumerken ist aber, dass es in Nordamerika neben dem Braunbären auch noch den Schwarzbären gibt, die äußerlich manchmal nur schwer zu unterscheiden sind und im mythisch-kultischen Bereich meist auch nicht getrennt wurden.

#### Heraldik

Wappen Berlins mit dem Berliner Bären

In der Heraldik ist der Bär ein häufiges Motiv, das Macht und Stärke widerspiegelt. Oft kommt er in sogenannten „redenden Wappen“ vor, in Wappen für Personen oder Orte, in deren Namen ein wie „Bär“ klingender Bestandteil vorkommt, unabhängig von der Etymologie. Bekanntes Beispiel ist der „Berliner Bär“ im Wappen Berlins. Im Alpenraum sind das Wappen der Schweizer Hauptstadt und des Kantons Bern sowie die der österreichischen Ortschaften Petzenkirchen und den beiden Orten Berndorf in Salzburg oder Berndorf in Niederösterreich weitere Beispiele.

Wappen von Papst Benedikt XVI.

In verschiedenen Heiligenlegenden der Spätantike bzw. des frühen Mittelalters – auch hier vor allem aus dem Alpenraum – werden Begegnungen von christlichen Missionaren mit Bären geschildert, in denen der Heilige zeigt, dass er Macht über das stärkste Raubtier ausüben kann, was zur Demonstration der Macht Gottes verwendet wurde. Diese Geschichten werden dem Hl. Gallus und dem Hl. Korbinian zugeschrieben. So kommt es vor, dass Orte, die von diesen Heiligen gegründet oder nach ihnen benannt wurden, später den Bären als Wappentier angenommen haben. Im Fall des Hl. Gallus ist dies beispielsweise im Wappen der Abtei und der Stadt St. Gallen der Fall. Der Korbiniansbär ist unter anderem im Wappen der Stadt Freising und im Wappen des Erzbistums München-Freising zu sehen. Papst Benedikt XVI. war hier eine Zeit lang Erzbischof und hat das Motiv in sein Papstwappen übernommen.
Allgemein gilt der Alpenraum als Rückzugsgebiet der Bären, so dass hier auch zum Zeitpunkt der Wappenentstehung noch häufig Bären anzutreffen waren, die dann als Wappentiere angenommen wurden. Dies ist bei den beiden Halbkantonen Appenzell Ausserrhoden und Innerrhoden sowie bei der Ortschaft Mannenbach der Fall.
Der Fürst Bernhard III. von Anhalt-Bernburg führte im Jahre 1323 ein heraldisches Bärenmotiv in seinem Reitersiegel. Dieses Bärenmotiv wurde zum Wappen der Linie Anhalt-Bernburg des Fürstenhauses der Askanier, dessen berühmtester Vertreter der später so genannte Albrecht der Bär war. In dieser Linie gab es von 1252 bis 1468 sechs Herzöge mit Namen Bernhard. Das Wappen mit dem Bären wurde zum Wappen des Herzogtums und späteren Freistaates Anhalt und ist heute im Wappen des Bundeslandes Sachsen-Anhalt vertreten: Im weißen Feld ein schwarzer, schreitender Bär auf einer schwarzgefugten, roten Zinnenmauer mit geöffnetem Tor.

Wappen der Samtgemeinde Grafschaft Hoya

Durch die Heirat einer Erbtochter kam das Bärenwappen der westfälischen Grafen von Rietberg in das bis heute verwendete Wappen von Ostfriesland.
Besonders originell ist das Wappen der historischen Grafschaft Hoya, das bis heute von der Samtgemeinde Grafschaft Hoya geführt wird; es zeigt zwei abgewendete, durch einen Hautfetzen verbundene Bärentatzen. Einzelne abgehackte Bärentatzen bilden ein vergleichsweise häufiges Motiv in den Wappen deutscher Adelsfamilien. Das rührt vermutlich daher, dass die Tatzen als einzige Teile eines erlegten Bären gelten, die für den menschlichen Genuss geeignet sind und deshalb als Jagdbeute mit nach Hause gebracht wurden.
Bären weisen unter anderem auch das Wappen der russischen Republik Karelien und Flagge und Siegel des US-Bundesstaates Kalifornien auf. Letztere zeigen die ausgestorbene Unterart Kalifornischer Braunbär (Ursus arctos californicus).
Meist sind die Braunbären nicht in ihrer natürlichen Farbe abgebildet, sondern in schwarz, rot oder gold. Das rührt daher, dass Braun keine heraldische Farbe ist und daher oft auf die nächstliegenden Farben zurückgegriffen wurde.
Weitere Wappenabbildungen: Bären in der Heraldik auf Commons

#### Märchen, Literatur und Film
In Märchen und Fabeln spielt der Braunbär, als „Meister Petz“ oder „Braun“ bezeichnet, eine in der Regel gutmütige, manchmal etwas tollpatschige Figur. In der Literatur, insbesondere in der Kinderliteratur sowie im Zeichentrickfilm finden sich zahlreiche Ableger dieses Motivs, darunter „Balou der Bär“ aus dem Dschungelbuch, Käpt’n Blaubär, Pu der Bär, Petzi und viele andere. Bei Schneeweißchen und Rosenrot schließlich erweist sich der hilfreiche Bär als ein verwandelter Mensch.
Der Spielfilm Der Bär (L’ours) von Jean-Jacques Annaud beschreibt die Geschichte eines verwaisten Bärenjungen, das in der kanadischen Wildnis von einem männlichen Bären „adoptiert“ wird. Der Film ist aus Sicht der Bären erzählt und enthält kaum herkömmliche Dialoge.

#### Sonstiges

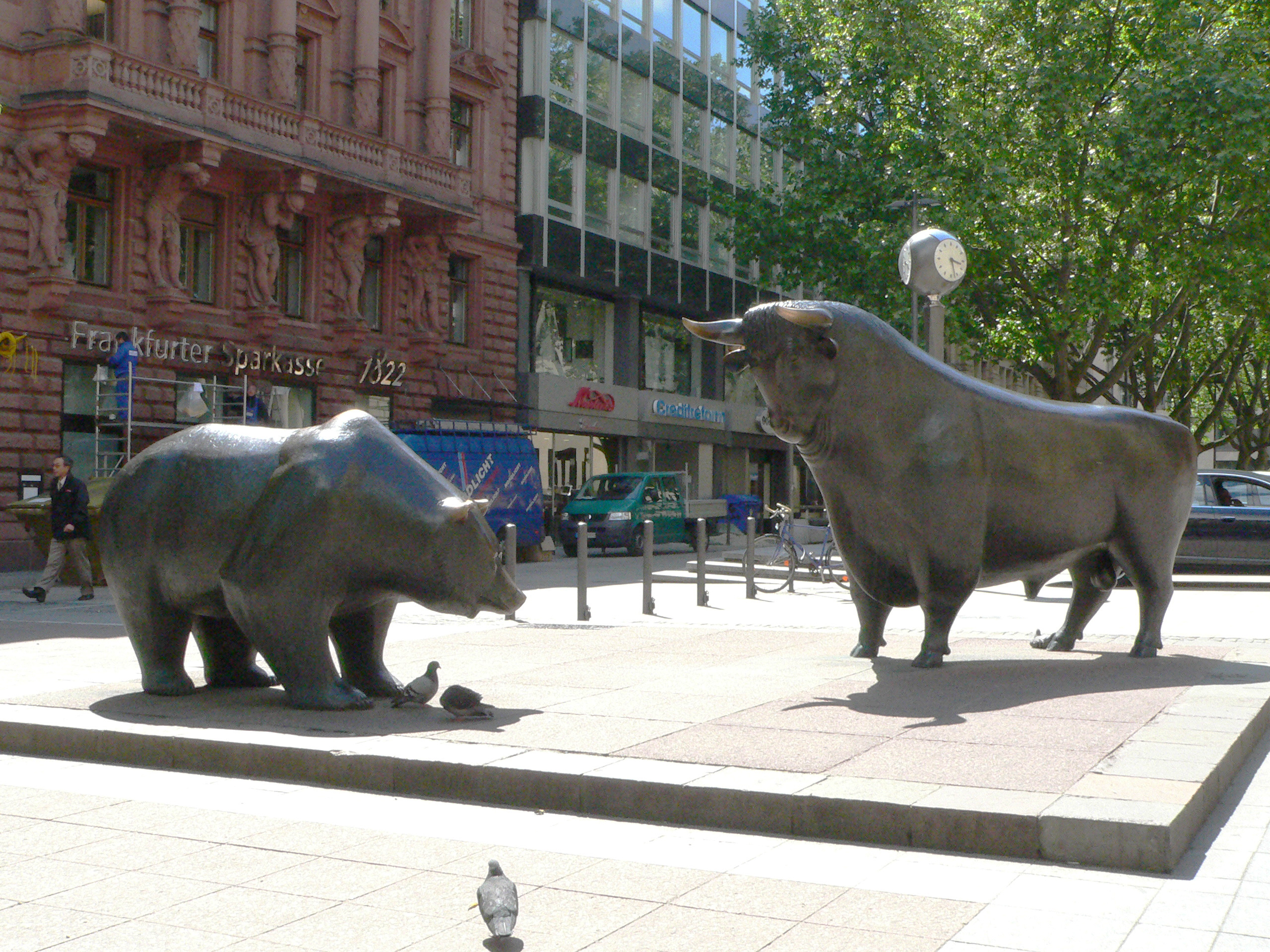
Bulle und Bär vor der Frankfurter Wertpapierbörse

In der Börse steht der Begriff „Bärenmarkt“ im Gegensatz zum „Bullenmarkt“ für sinkende Kurse (Baisse). Diese Bezeichnung geht auf Tierkämpfe zurück, die im 19. Jahrhundert in den USA abgehalten wurden.
Eine Reihe von Vornamen leiten sich vom Bären ab, darunter die deutschen Namen Bernhard und Bernward, das aus dem Nordgermanischen stammende Björn, aus dem Keltischen Artur, oder die auf die lateinische Bezeichnung Ursus zurückgehenden Namen Urs und Ursula. Auch Sportmannschaften und andere Vereine tragen die Bezeichnung „Bären“ oder englisch „Bears“ in ihrem Namen, beispielsweise die Bergkamener Bären oder die Chicago Bears. Erwähnt seien an dieser Stelle noch zahlreiche Markennamen, die an den Bären angelehnt sind, wie der Likör Bärenfang, die Kaffeesahne Bärenmarke und das Bärenpils von Berliner Kindl.
Auch für den Teddybären stand der Braunbär Pate. Richard Steiff wurde durch die Braunbären im Stuttgarter Zoo dazu inspiriert, auch wenn es sich bei der legendenhaften Erzählung der Entstehung des Namens um ein Schwarzbärbaby gehandelt hat, das von Theodore „Teddy“ Roosevelt verschont wurde.
Ein schlechter Dienst, den man jemandem leistet, heißt redensartlich Bärendienst.

### Der Umgang mit realen Braunbären

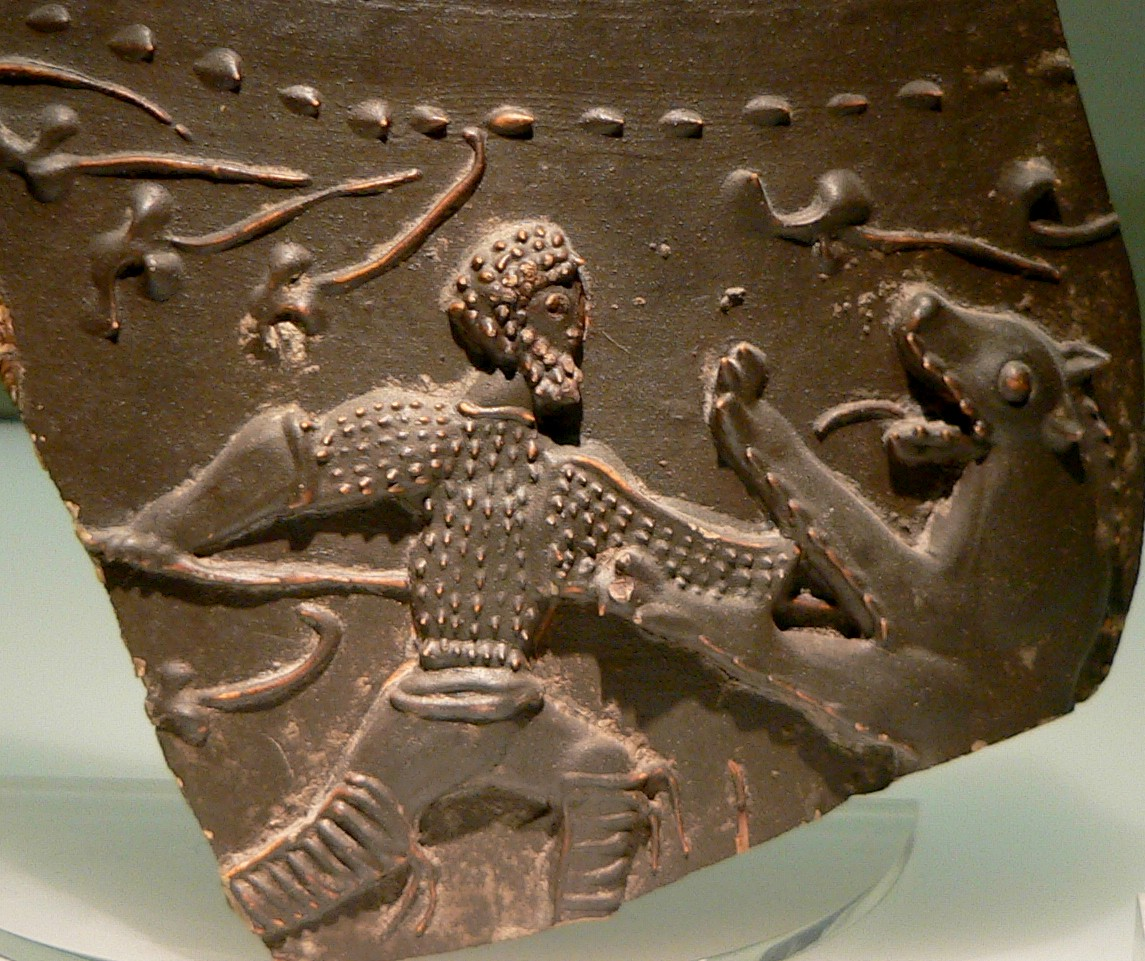
Kampf mit einem Bären, römisches Gefäß

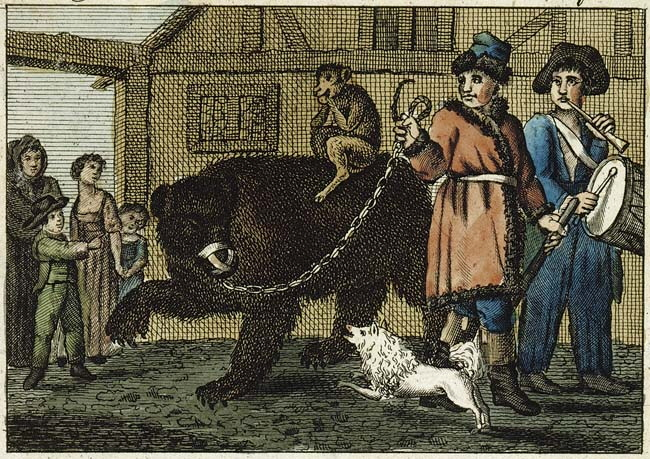
Tanzbär (Schulbuchillustration von 1810)

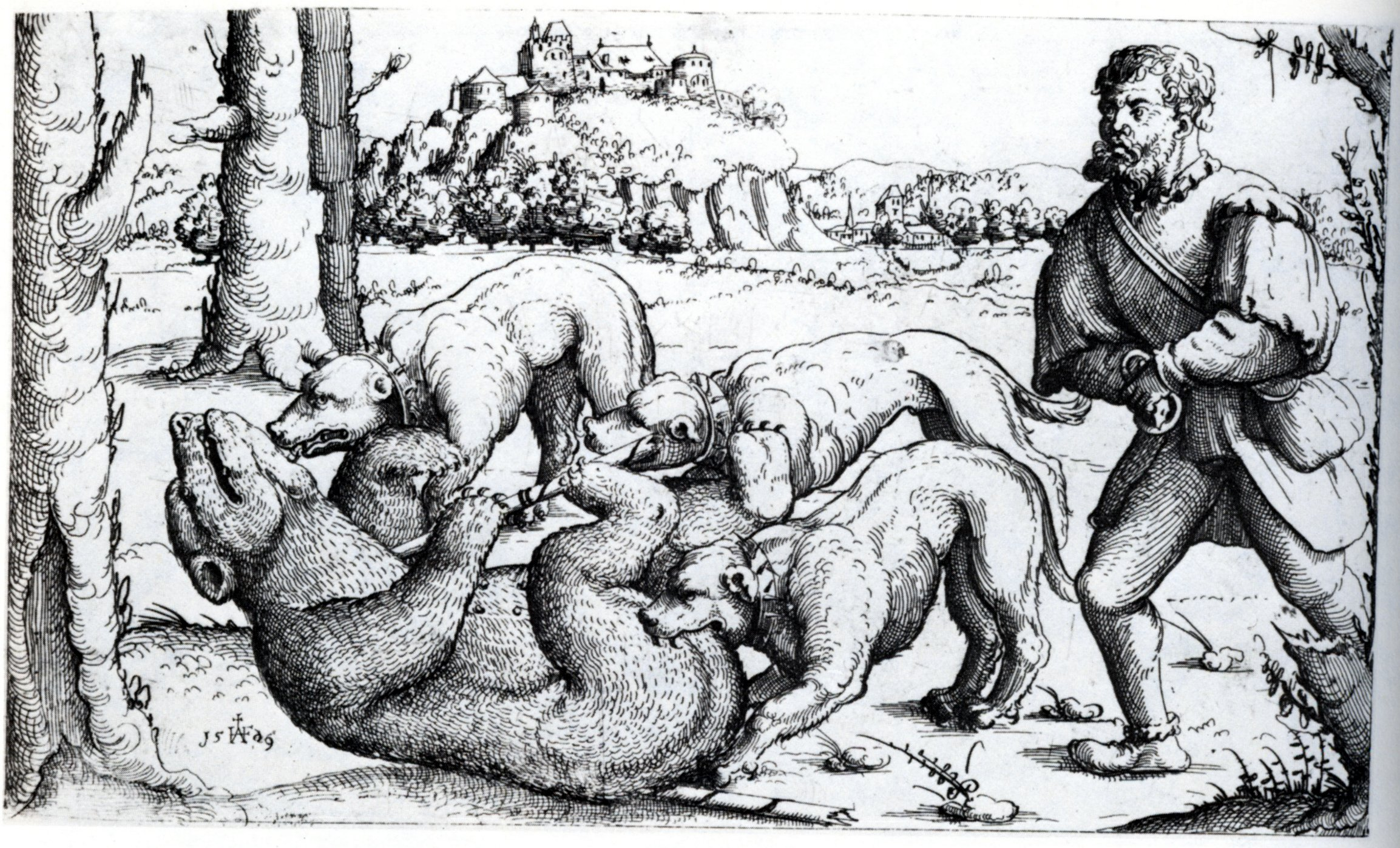
Bärenhatz, Augustin Hirschvogel

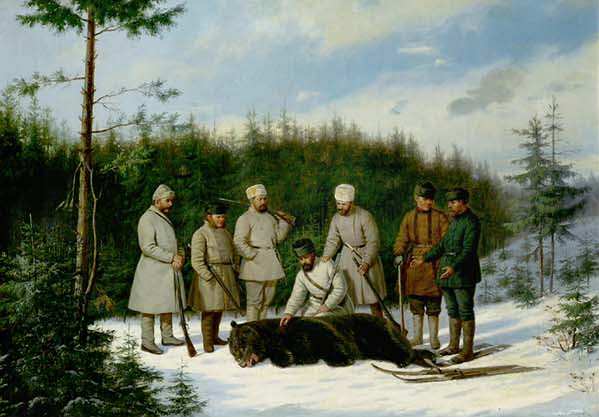
Ludwig Pietzsch (1824–1911): Russische Bärenjagd

#### Braunbären in Gefangenschaft
Die Verwendung von Braunbären als Objekte der Unterhaltung hat eine weitreichende Geschichte. Mit Netzen und Fallgruben gefangene Bären – in den Legionen des Römischen Reiches gab es speziell ausgebildete „ursarii“ – wurden ab etwa 169 v. Chr. in großer Zahl nach Rom transportiert.
Seit Caesars Regierungszeit wurden Bären zu Tausenden in Zirkusspielen getötet. Die Bärenhatz, also die öffentliche Tötung von Bären, blieb bis in die frühe Neuzeit hinein eine beliebte Vergnügungsveranstaltung. Bärenkämpfe, bei denen man Bären gegeneinander oder gegen Hunde kämpfen lässt, waren ebenfalls früher verbreitet. Heute finden solche Darbietungen noch in Teilen Asiens statt, allerdings mit Asiatischen Schwarzbären.
Gefangene und abgerichtete Bären waren in Europa als Tanzbären bis in das 20. Jahrhundert hinein eine Jahrmarktsattraktion. Auch in der Zirkusdressur spielten Bären eine wichtige Rolle. Sie gelten für den Tierbändiger als die gefährlichsten Raubtiere. Durch das Erstarken des Tierschutzes im öffentlichen Bewusstsein sind diese Erscheinungen seit etwa einem halben Jahrhundert rückläufig. Vielerorts werden bis heute Braunbären gehalten. Während sich Zoos heutzutage vermehrt um eine artgerechte Haltung bemühen, entspricht die Unterbringung der Tiere in Bärengräben oder Käfigen in der Regel nicht den modernen Anforderungen des Tierschutzes.

#### Zusammenleben mit Braunbären
Aufgrund seiner großen Kraft kann ein einziger Biss oder Prankenhieb eines Bären beim Menschen schwere Verletzungen oder sogar den Tod verursachen. Für gewöhnlich greifen sie Menschen jedoch selten an; sie fliehen, wenn sie Menschen nahen hören. Es gibt allerdings Situationen, in denen sie gefährlich werden können. Dazu zählen die Begegnung mit verletzten Tieren, mit Müttern, die Jungtiere bei sich haben, mit Tieren, die an Kadavern fressen oder wenn der Mensch einen Hund bei sich hat.
Es gibt eine Reihe von Verhaltensregeln, die beispielsweise von den Nationalparkverwaltungen in Nordamerika herausgegeben werden. Durch Lärm durch Sprechen, Singen oder ein Glöckchen am Stiefel soll verhindert werden, dass ein Bär überrascht und erschreckt wird. Provokatives oder bedrohendes Verhalten sollte vermieden werden, dazu zählen auch Versuche, das Tier zu verscheuchen. Im Fall eines Angriffes soll man nicht weglaufen, sondern sich tot stellen.
Trotzdem kommt es nahezu jedes Jahr in Nordamerika und Asien, selten auch in Europa, zu vereinzelten Todesfällen, die gegebenenfalls auf provokantes oder unvorsichtiges Verhalten der Menschen zurückzuführen sind.
Bekannt in Europa wurde 2006 der Braunbär „Bruno“, korrekter Name „JJ1“, der wegen vermuteter Bedrohlichkeit („Problembär“) nach mehreren Aktivitäten in der Nähe menschlicher Siedlungen im Gebiet Spitzingsee erlegt wurde. Vorgang und Begleitumstände wurden kontrovers diskutiert.

#### Jagd auf Braunbären
Gaston Phébus, der Graf von Foix, verfasste in den 1380er Jahren sein vielfach kopiertes und zitiertes Livre de Chasse (deutsch: „Jagdbuch“), in dem er auch Einzelheiten über die Lebensweise der Bären mitteilte und Empfehlungen zur Jagd auf den Bären aussprach. So sollte man zur Jagd auf den Bären Bogen- oder Armbrustschützen mitnehmen. Wenn die Hunde den Bären gestellt hätten, seien mindestens zwei Männer zum Abfangen des Bären mit Spießen (Bärenspieß oder Bärenfeder, ähnlich der Saufeder) notwendig, wobei einer den Bären verletzen und auf sich lenken solle, der zweite dann den Bären gezielt von hinten abfangen könne. Ein Schwert, wie bei Wildschweinen häufig verwendet, eigne sich zum Abfangen des Bären nicht, vermutlich weil der Jäger dann in die Reichweite der tödlichen Pranken des Bären kommt. Das Fleisch sei nicht sehr schmackhaft, eine Delikatesse seien dagegen die Bärentatzen.
Neben dem Aspekt der Unterhaltung wurden Braunbären vielfach auch gejagt, um ihre Körperteile zu nutzen. Diese Bejagung ist von vielen Völkern Eurasiens und Nordamerikas bekannt und war oft mit rituellen Zeremonien verbunden. Das Fleisch der Bären wurde gegessen, das Fell für Kleidung oder Decken verwendet, Krallen und Zähne wurden zu Schmuckstücken verarbeitet. Auch (vermeintlich) medizinische oder abergläubische Gründe waren ausschlaggebend: In römischer Zeit wurden beispielsweise Fett, Galle, Blut und Hoden teils gegen verschiedene Krankheiten, teils in der Landwirtschaft gegen Raupen, Läuse und Frostschäden angewandt. In der traditionellen Chinesischen Medizin spielt die Gallenflüssigkeit der Bären bis heute eine wichtige Rolle. Zwar werden vorrangig Asiatische Schwarzbären dafür erlegt oder sogar gehalten, diese Art wird aber immer seltener. Die Gewinnung der Galle ist einer der Gründe, weswegen heute auch zahlreiche Braunbären, insbesondere in Asien, gewildert werden.
Ein weiterer Grund für die Bejagung der Braunbären war die Sicht als Nahrungskonkurrent, der Weidetiere wie Schafe, Ziegen und Rinder reißt, Fischteiche plündert und Bienenstöcke aufbricht. Während unbestritten ist, dass solche Vorfälle passieren, ist das Ausmaß der tatsächlichen Schäden ungewiss und dürfte oft übertrieben dargestellt werden. Häufig war auch der Mensch die Hauptursache dafür, indem er massiv in den natürlichen Lebensraum der Bären eingriff und sie so zwang, sich neue Nahrungsquellen zu erschließen.
Heute noch immer verbreitet ist die Jagd auf Braunbären, die im Gegensatz zur früheren wirtschaftlichen Nutzung als reine Trophäenjagd durchgeführt und auch von heimischen Reiseveranstaltern angeboten wird. Dabei wird ein Bär durch regelmäßige Fütterung an einen Platz gebunden. Sobald der Bär regelmäßig am Luderplatz erscheint, kann ein Jagdgast eingeladen werden, der ohne große Anstrengung den Bären erschießen kann.